# バレーボール第10回Vリーグ
バレーボール第10回Vリーグ（ばれーぼーる だい10かい ぶいりーぐ）は、2003年12月6日から2004年3月7日にかけて行われたVリーグの大会である。

## 概要

### 日程
- 男子:2003年12月12日 - 2004年3月7日
- 女子:2003年12月6日 - 2004年2月29日

### 試合方法
男子は3回戦、女子は2回戦総当たりのレギュラーラウンドを行う。通算成績の上位4チームがファイナルラウンドに進出し、上位2チームが優勝決定戦（2戦）を行う。

### 変更点
- 女子参加チームは前回の8チームから10チームに変更となった。これに伴い、女子のレギュラーラウンドは2Legに短縮された。
- ファイナルラウンドの方式が下記のように変更された。

1. レギュラーラウンド通算成績上位4チームによる1回戦総当たりのリーグ戦（セミファイナル）を行う。
2. セミファイナル上位2チームにより優勝決定戦2試合を行い、勝率・セット率・得点率により優勝チームを決定する。
3. セミファイナル下位2チームにより3位決定戦1試合を行う。

## 男子

### 参加チーム
| 前回順位 | チーム名                         | 備考 |
| -------- | -------------------------------- | ---- |
| 1        | サントリーサンバーズ             |      |
| 2        | JTサンダーズ                     |      |
| 3        | 松下電器パナソニック・パンサーズ |      |
| 4        | NECブルーロケッツ                |      |
| 5        | 東レ・アローズ                   |      |
| 6        | 堺ブレイザーズ                   |      |
| 7        | 豊田合成トレフェルサ             |      |
| 8        | 旭化成スパーキッズ               |      |

### 1Leg

#### 12月12日
| #101 | 2003年12月12日 16:05 |                      |                                               |                                          |                                                                |
| #101 | 2003年12月12日 16:05 | JTサンダーズ （1敗） | 2 - 3 (24-26) (26-24) (23-25) (25-23) (11-15) | 松下電器パナソニック・パンサーズ （1勝） | 大阪府立体育会館 観客数: 1,800人 主審: 利根川忠史 副審: 江下毅 |
| #101 | 2003年12月12日 16:05 |                      |                                               |                                          | 大阪府立体育会館 観客数: 1,800人 主審: 利根川忠史 副審: 江下毅 |

| #102 | 2003年12月12日 18:54 |                        |                                       |                            |                                                              |
| #102 | 2003年12月12日 18:54 | 堺ブレイザーズ （1勝） | 3 - 1 (25-17) (20-25) (25-19) (26-24) | 旭化成スパーキッズ （1敗） | 大阪府立体育会館 観客数: 1,500人 主審: 田野敏彦 副審: 建井敬 |
| #102 | 2003年12月12日 18:54 |                        |                                       |                            | 大阪府立体育会館 観客数: 1,500人 主審: 田野敏彦 副審: 建井敬 |

| #103 | 2003年12月12日 16:03 |                           |                                               |                        |                                                                              |
| #103 | 2003年12月12日 16:03 | NECブルーロケッツ （1勝） | 3 - 2 (19-25) (25-23) (21-25) (25-22) (15-10) | 東レ・アローズ （1敗） | 名古屋市枇杷島スポーツセンター 観客数: 1,200人 主審: 田野昭彦 副審: 浅見靖人 |
| #103 | 2003年12月12日 16:03 |                           |                                               |                        | 名古屋市枇杷島スポーツセンター 観客数: 1,200人 主審: 田野昭彦 副審: 浅見靖人 |

| #104 | 2003年12月12日 18:40 |                              |                                       |                                |                                                                            |
| #104 | 2003年12月12日 18:40 | 豊田合成トレフェルサ （1敗） | 1 - 3 (25-21) (26-28) (23-25) (21-25) | サントリー・サンバーズ （1勝） | 名古屋市枇杷島スポーツセンター 観客数: 1,450人 主審: 印藤智一 副審: 舘健一 |
| #104 | 2003年12月12日 18:40 |                              |                                       |                                | 名古屋市枇杷島スポーツセンター 観客数: 1,450人 主審: 印藤智一 副審: 舘健一 |

#### 12月13日
| #105 | 2003年12月13日 14:00 |                           |                                       |                                          |                                                                  |
| #105 | 2003年12月13日 14:00 | 堺ブレイザーズ （1勝1敗） | 1 - 3 (24-26) (25-22) (22-25) (19-25) | 松下電器パナソニック・パンサーズ （2勝） | 大阪府立体育会館 観客数: 3,500人 主審: 田野敏彦 副審: 利根川忠史 |
| #105 | 2003年12月13日 14:00 |                           |                                       |                                          | 大阪府立体育会館 観客数: 3,500人 主審: 田野敏彦 副審: 利根川忠史 |

| #106 | 2003年12月13日 16:27 |                         |                                       |                            |                                                              |
| #106 | 2003年12月13日 16:27 | JTサンダーズ （1勝1敗） | 3 - 1 (25-18) (25-23) (20-25) (25-18) | 旭化成スパーキッズ （2敗） | 大阪府立体育会館 観客数: 1,700人 主審: 伊藤博之 副審: 江下毅 |
| #106 | 2003年12月13日 16:27 |                         |                                       |                            | 大阪府立体育会館 観客数: 1,700人 主審: 伊藤博之 副審: 江下毅 |

| #107 | 2003年12月13日 13:06 |                           |                                       |                                   |                                                              |
| #107 | 2003年12月13日 13:06 | 東レ・アローズ （1勝1敗） | 3 - 1 (21-25) (27-25) (25-23) (29-27) | サントリー・サンバーズ （1勝1敗） | 豊橋市総合体育館 観客数: 2,300人 主審: 酒出修 副審: 印藤智一 |
| #107 | 2003年12月13日 13:06 |                           |                                       |                                   | 豊橋市総合体育館 観客数: 2,300人 主審: 酒出修 副審: 印藤智一 |

| #108 | 2003年12月13日 15:35 |                              |                                       |                                 |                                                              |
| #108 | 2003年12月13日 15:35 | NECブルーロケッツ （1勝1敗） | 1 - 3 (29-31) (25-16) (20-25) (21-25) | 豊田合成トレフェルサ （1勝1敗） | 豊橋市総合体育館 観客数: 2,100人 主審: 田野昭彦 副審: 舘健一 |
| #108 | 2003年12月13日 15:35 |                              |                                       |                                 | 豊橋市総合体育館 観客数: 2,100人 主審: 田野昭彦 副審: 舘健一 |

#### 12月14日
| #109 | 2003年12月14日 13:00 |                           |                                              |                         |                                                              |
| #109 | 2003年12月14日 13:00 | 堺ブレイザーズ （2勝1敗） | 3 - 2 (25-19) (25-23) (22-25) (20-25) (15-8) | JTサンダーズ （1勝2敗） | 大阪府立体育会館 観客数: 3,600人 主審: 伊藤博之 副審: 江下毅 |
| #109 | 2003年12月14日 13:00 |                           |                                              |                         | 大阪府立体育会館 観客数: 3,600人 主審: 伊藤博之 副審: 江下毅 |

| #110 | 2003年12月14日 15:30 |                                          |                                       |                            |                                                                  |
| #110 | 2003年12月14日 15:30 | 松下電器パナソニック・パンサーズ （3勝） | 3 - 1 (20-25) (25-17) (25-18) (25-23) | 旭化成スパーキッズ （3敗） | 大阪府立体育会館 観客数: 3,600人 主審: 利根川忠史 副審: 寺口克彦 |
| #110 | 2003年12月14日 15:30 |                                          |                                       |                            | 大阪府立体育会館 観客数: 3,600人 主審: 利根川忠史 副審: 寺口克彦 |

| #111 | 2003年12月14日 13:00 |                                   |                                       |                              |                                                                |
| #111 | 2003年12月14日 13:00 | サントリー・サンバーズ （2勝1敗） | 3 - 1 (27-25) (25-15) (25-27) (25-22) | NECブルーロケッツ （1勝2敗） | 西尾市総合体育館 観客数: 1,900人 主審: 印藤智一 副審: 田野昭彦 |
| #111 | 2003年12月14日 13:00 |                                   |                                       |                              | 西尾市総合体育館 観客数: 1,900人 主審: 印藤智一 副審: 田野昭彦 |

| #112 | 2003年12月14日 15:30 |                           |                               |                                 |                                                              |
| #112 | 2003年12月14日 15:30 | 東レ・アローズ （2勝1敗） | 3 - 0 (25-19) (27-25) (25-22) | 豊田合成トレフェルサ （1勝2敗） | 西尾市総合体育館 観客数: 2,000人 主審: 酒出修 副審: 浅見靖人 |
| #112 | 2003年12月14日 15:30 |                           |                               |                                 | 西尾市総合体育館 観客数: 2,000人 主審: 酒出修 副審: 浅見靖人 |

#### 12月20日
| #113 | 2003年12月20日 14:00 |                                   |                                       |                             |                                                                          |
| #113 | 2003年12月20日 14:00 | サントリー・サンバーズ （2勝2敗） | 1 - 3 (23-25) (25-23) (20-25) (24-26) | 旭化成スパーキッズ （勝敗） | 山梨県小瀬スポーツ公園体育館 観客数: 2,307人 主審: 冨田満 副審: 大澤正弘 |
| #113 | 2003年12月20日 14:00 |                                   |                                       |                             | 山梨県小瀬スポーツ公園体育館 観客数: 2,307人 主審: 冨田満 副審: 大澤正弘 |

| #114 | 2003年12月20日 16:16 |                         |                                       |                                 |                                                                          |
| #114 | 2003年12月20日 16:16 | JTサンダーズ （2勝2敗） | 3 - 1 (25-22) (19-25) (25-21) (25-19) | 豊田合成トレフェルサ （1勝3敗） | 山梨県小瀬スポーツ公園体育館 観客数: 2,085人 主審: 勝又正 副審: 田代英明 |
| #114 | 2003年12月20日 16:16 |                         |                                       |                                 | 山梨県小瀬スポーツ公園体育館 観客数: 2,085人 主審: 勝又正 副審: 田代英明 |

| #115 | 2003年12月20日 14:00 |                              |                                              |                                          |                                                                |
| #115 | 2003年12月20日 14:00 | NECブルーロケッツ （1勝3敗） | 2 - 3 (18-25) (25-14) (25-18) (19-25) (8-15) | 松下電器パナソニック・パンサーズ （4勝） | 松下電器産業体育館 観客数: 4,000人 主審: 石井洋壮 副審: 江下毅 |
| #115 | 2003年12月20日 14:00 |                              |                                              |                                          | 松下電器産業体育館 観客数: 4,000人 主審: 石井洋壮 副審: 江下毅 |

| #116 | 2003年12月20日 14:00 |                           |                               |                           |                                                              |
| #116 | 2003年12月20日 14:00 | 堺ブレイザーズ （3勝1敗） | 3 - 0 (25-23) (25-22) (25-18) | 東レ・アローズ （2勝2敗） | 金岡公園体育館 観客数: 2,120人 主審: 大塚達也 副審: 山本和良 |
| #116 | 2003年12月20日 14:00 |                           |                               |                           | 金岡公園体育館 観客数: 2,120人 主審: 大塚達也 副審: 山本和良 |

#### 12月21日
| #117 | 2003年12月21日 13:05 |                                   |                               |                         |                                                                |
| #117 | 2003年12月21日 13:05 | サントリー・サンバーズ （2勝3敗） | 0 - 3 (14-25) (31-33) (23-25) | JTサンダーズ （3勝2敗） | 横須賀市総合体育館 観客数: 1,300人 主審: 勝又正 副審: 田代英明 |
| #117 | 2003年12月21日 13:05 |                                   |                               |                         | 横須賀市総合体育館 観客数: 1,300人 主審: 勝又正 副審: 田代英明 |

| #118 | 2003年12月21日 15:05 |                                 |                               |                               |                                                                |
| #118 | 2003年12月21日 15:05 | 豊田合成トレフェルサ （2勝3敗） | 3 - 0 (25-18) (25-22) (25-18) | 旭化成スパーキッズ （1勝4敗） | 横須賀市総合体育館 観客数: 1,500人 主審: 冨田満 副審: 土佐和樹 |
| #118 | 2003年12月21日 15:05 |                                 |                               |                               | 横須賀市総合体育館 観客数: 1,500人 主審: 冨田満 副審: 土佐和樹 |

| #119 | 2003年12月21日 14:00 |                           |                                       |                                          |                                                                  |
| #119 | 2003年12月21日 14:00 | 東レ・アローズ （2勝3敗） | 1 - 3 (25-23) (17-25) (20-25) (16-25) | 松下電器パナソニック・パンサーズ （5勝） | 松下電器産業体育館 観客数: 3,551人 主審: 大塚達也 副審: 寺口克彦 |
| #119 | 2003年12月21日 14:00 |                           |                                       |                                          | 松下電器産業体育館 観客数: 3,551人 主審: 大塚達也 副審: 寺口克彦 |

| #120 | 2003年12月21日 13:00 |                           |                                               |                              |                                                            |
| #120 | 2003年12月21日 13:00 | 堺ブレイザーズ （4勝1敗） | 3 - 2 (25-22) (25-17) (21-25) (19-25) (18-16) | NECブルーロケッツ （1勝4敗） | 金岡公園体育館 観客数: 2,380人 主審: 石井洋壮 副審: 江下毅 |
| #120 | 2003年12月21日 13:00 |                           |                                               |                              | 金岡公園体育館 観客数: 2,380人 主審: 石井洋壮 副審: 江下毅 |

#### 12月27日
| #121 | 2003年12月27日 13:00 |                                   |                                              |                                             |                                                                                  |
| #121 | 2003年12月27日 13:00 | サントリー・サンバーズ （3勝3敗） | 3 - 2 (22-25) (23-25) (25-21) (27-25) (15-9) | 松下電器パナソニック・パンサーズ （5勝1敗） | 岐阜メモリアルセンター（で愛ドーム） 観客数: 3,800人 主審: 小柴滋 副審: 大塚春夫 |
| #121 | 2003年12月27日 13:00 |                                   |                                              |                                             | 岐阜メモリアルセンター（で愛ドーム） 観客数: 3,800人 主審: 小柴滋 副審: 大塚春夫 |

| #122 | 2003年12月27日 15:40 |                           |                                       |                                 |                                                                                    |
| #122 | 2003年12月27日 15:40 | 堺ブレイザーズ （4勝2敗） | 1 - 3 (22-25) (25-17) (18-25) (22-25) | 豊田合成トレフェルサ （3勝3敗） | 岐阜メモリアルセンター（で愛ドーム） 観客数: 3,996人 主審: 小林朝実 副審: 高橋弘二 |
| #122 | 2003年12月27日 15:40 |                           |                                       |                                 | 岐阜メモリアルセンター（で愛ドーム） 観客数: 3,996人 主審: 小林朝実 副審: 高橋弘二 |

| #123 | 2003年12月27日 16:00 |                         |                                       |                           |                                                                                        |
| #123 | 2003年12月27日 16:00 | JTサンダーズ （4勝2敗） | 3 - 1 (25-21) (25-19) (21-25) (25-18) | 東レ・アローズ （2勝4敗） | 福山市緑町公園屋内競技場（ローズアリーナ） 観客数: 2,750人 主審: 塚本健 副審: 代居正巳 |
| #123 | 2003年12月27日 16:00 |                         |                                       |                           | 福山市緑町公園屋内競技場（ローズアリーナ） 観客数: 2,750人 主審: 塚本健 副審: 代居正巳 |

| #124 | 2003年12月27日 17:02 |                               |                                               |                              |                                                                    |
| #124 | 2003年12月27日 17:02 | 旭化成スパーキッズ （1勝5敗） | 2 - 3 (20-25) (19-25) (25-23) (25-21) (12-15) | NECブルーロケッツ （2勝4敗） | 水島緑地福田公園体育館 観客数: 1,060人 主審: 勝又正 副審: 織本昌朗 |
| #124 | 2003年12月27日 17:02 |                               |                                               |                              | 水島緑地福田公園体育館 観客数: 1,060人 主審: 勝又正 副審: 織本昌朗 |

#### 12月28日
| #125 | 2003年12月28日 13:03 |                                   |                               |                           |                                                                    |
| #125 | 2003年12月28日 13:03 | サントリー・サンバーズ （4勝3敗） | 3 - 0 (25-20) (29-27) (25-16) | 堺ブレイザーズ （4勝3敗） | 三重県営サンアリーナ 観客数: 3,300人 主審: 小林朝実 副審: 三浦孝文 |
| #125 | 2003年12月28日 13:03 |                                   |                               |                           | 三重県営サンアリーナ 観客数: 3,300人 主審: 小林朝実 副審: 三浦孝文 |

| #126 | 2003年12月28日 15:00 |                                             |                                               |                                 |                                                                  |
| #126 | 2003年12月28日 15:00 | 松下電器パナソニック・パンサーズ （6勝1敗） | 3 - 2 (25-23) (18-25) (25-18) (16-25) (17-15) | 豊田合成トレフェルサ （3勝4敗） | 三重県営サンアリーナ 観客数: 3,635人 主審: 小柴滋 副審: 大塚春夫 |
| #126 | 2003年12月28日 15:00 |                                             |                                               |                                 | 三重県営サンアリーナ 観客数: 3,635人 主審: 小柴滋 副審: 大塚春夫 |

| #127 | 2003年12月28日 15:15 |                         |                               |                              |                                                                                        |
| #127 | 2003年12月28日 15:15 | JTサンダーズ （4勝3敗） | 0 - 3 (17-25) (19-25) (23-25) | NECブルーロケッツ （3勝4敗） | 福山市緑町公園屋内競技場（ローズアリーナ） 観客数: 3,100人 主審: 代居正巳 副審: 塚本健 |
| #127 | 2003年12月28日 15:15 |                         |                               |                              | 福山市緑町公園屋内競技場（ローズアリーナ） 観客数: 3,100人 主審: 代居正巳 副審: 塚本健 |

| #128 | 2003年12月28日 15:10 |                               |                               |                           |                                                          |
| #128 | 2003年12月28日 15:10 | 旭化成スパーキッズ （2勝5敗） | 3 - 0 (25-21) (25-23) (25-22) | 東レ・アローズ （2勝5敗） | 岡山県体育館 観客数: 1,500人 主審: 勝又正 副審: 織本昌朗 |
| #128 | 2003年12月28日 15:10 |                               |                               |                           | 岡山県体育館 観客数: 1,500人 主審: 勝又正 副審: 織本昌朗 |

#### 1Legの結果
| 順位 | チーム名                         | 試合数 | 勝数 | 敗数 | 勝率  | 備考           |
| ---- | -------------------------------- | ------ | ---- | ---- | ----- | -------------- |
| 1    | 松下電器パナソニック・パンサーズ | 7      | 6    | 1    | 0.857 |                |
| 2    | JTサンダーズ                     | 7      | 4    | 3    | 0.571 | セット率 1.333 |
| 3    | サントリーサンバーズ             | 7      | 4    | 3    | 0.571 | セット率 1.077 |
| 4    | 堺ブレイザーズ                   | 7      | 4    | 3    | 0.571 | セット率 1.000 |
| 5    | NECブルーロケッツ                | 7      | 3    | 4    | 0.429 | セット率 0.938 |
| 6    | 豊田合成トレフェルサ             | 7      | 3    | 4    | 0.429 | セット率 0.929 |
| 7    | 旭化成スパーキッズ               | 7      | 2    | 5    | 0.286 | セット率 0.688 |
| 8    | 東レ・アローズ                   | 7      | 2    | 5    | 0.286 | セット率 0.625 |

### 2Leg

#### 1月11日
| #129 | 2004年1月11日 |                         |                                       |                                             |                                                                |
| #129 | 2004年1月11日 | JTサンダーズ （5勝3敗） | 3 - 1 (25-21) (25-23) (21-25) (25-21) | 松下電器パナソニック・パンサーズ （6勝2敗） | 大阪府立体育会館 観客数: 4,000人 主審: 田野昭彦 副審: 大塚春夫 |
| #129 | 2004年1月11日 |                         |                                       |                                             | 大阪府立体育会館 観客数: 4,000人 主審: 田野昭彦 副審: 大塚春夫 |

| #130 | 2004年1月11日 15:20 |                                   |               |                           |                                                              |
| #130 | 2004年1月11日 15:20 | サントリー・サンバーズ （4勝4敗） | 0 - 3 (21-25) | 堺ブレイザーズ （5勝3敗） | 大阪府立体育会館 観客数: 3,700人 主審: 田野敏彦 副審: 江下毅 |
| #130 | 2004年1月11日 15:20 |                                   |               |                           | 大阪府立体育会館 観客数: 3,700人 主審: 田野敏彦 副審: 江下毅 |

| #131 | 2004年1月11日 13:05 |                               |                               |                           |                                                                                  |
| #131 | 2004年1月11日 13:05 | 旭化成スパーキッズ （2勝6敗） | 0 - 3 (21-25) (22-25) (19-25) | 東レ・アローズ （3勝5敗） | 鹿沼総合体育館（フォレストアリーナ） 観客数: 2,133人 主審: 小林朝実 副審: 藤井孝 |
| #131 | 2004年1月11日 13:05 |                               |                               |                           | 鹿沼総合体育館（フォレストアリーナ） 観客数: 2,133人 主審: 小林朝実 副審: 藤井孝 |

| #132 | 2004年1月11日 15:00 |                              |                               |                                 |                                                                                  |
| #132 | 2004年1月11日 15:00 | NECブルーロケッツ （3勝5敗） | 0 - 3 (18-25) (15-25) (13-25) | 豊田合成トレフェルサ （4勝4敗） | 鹿沼総合体育館（フォレストアリーナ） 観客数: 2,500人 主審: 冨田満 副審: 河井正男 |
| #132 | 2004年1月11日 15:00 |                              |                               |                                 | 鹿沼総合体育館（フォレストアリーナ） 観客数: 2,500人 主審: 冨田満 副審: 河井正男 |

#### 1月12日
| #133 | 2004年1月12日 13:05 |                         |                                       |                           |                                                                |
| #133 | 2004年1月12日 13:05 | JTサンダーズ （5勝4敗） | 1 - 3 (25-23) (16-25) (21-25) (22-25) | 堺ブレイザーズ （6勝3敗） | 大阪府立体育会館 観客数: 3,680人 主審: 田野昭彦 副審: 寺口克彦 |
| #133 | 2004年1月12日 13:05 |                         |                                       |                           | 大阪府立体育会館 観客数: 3,680人 主審: 田野昭彦 副審: 寺口克彦 |

| #134 | 2004年1月12日 15:25 |                                   |                                               |                                             |                                                                |
| #134 | 2004年1月12日 15:25 | サントリー・サンバーズ （4勝5敗） | 2 - 3 (20-25) (25-17) (23-25) (28-26) (12-15) | 松下電器パナソニック・パンサーズ （7勝2敗） | 大阪府立体育会館 観客数: 3,830人 主審: 伊藤博之 副審: 田野敏彦 |
| #134 | 2004年1月12日 15:25 |                                   |                                               |                                             | 大阪府立体育会館 観客数: 3,830人 主審: 伊藤博之 副審: 田野敏彦 |

| #135 | 2004年1月12日 13:07 |                           |                                       |                              |                                                                        |
| #135 | 2004年1月12日 13:07 | 東レ・アローズ （3勝6敗） | 1 - 3 (24-26) (25-19) (20-25) (26-28) | NECブルーロケッツ （4勝5敗） | さいたま市記念総合体育館 観客数: 3,130人 主審: 利根川忠史 副審: 冨田満 |
| #135 | 2004年1月12日 13:07 |                           |                                       |                              | さいたま市記念総合体育館 観客数: 3,130人 主審: 利根川忠史 副審: 冨田満 |

| #136 | 2004年1月12日 15:42 |                               |                               |                                 |                                                                          |
| #136 | 2004年1月12日 15:42 | 旭化成スパーキッズ （2勝7敗） | 0 - 3 (23-25) (19-25) (22-25) | 豊田合成トレフェルサ （5勝4敗） | さいたま市記念総合体育館 観客数: 2,730人 主審: 小林朝実 副審: 小野沢一宏 |
| #136 | 2004年1月12日 15:42 |                               |                               |                                 | さいたま市記念総合体育館 観客数: 2,730人 主審: 小林朝実 副審: 小野沢一宏 |

#### 1月17日
| #137 | 2004年1月17日 14:00 |                                 |                                               |                                   |                                                            |
| #137 | 2004年1月17日 14:00 | 豊田合成トレフェルサ （5勝5敗） | 2 - 3 (25-22) (25-20) (21-25) (16-25) (15-17) | サントリー・サンバーズ （5勝5敗） | 徳島市立体育館 観客数: 2,000人 主審: 勝又正 副審: 安井良和 |
| #137 | 2004年1月17日 14:00 |                                 |                                               |                                   | 徳島市立体育館 観客数: 2,000人 主審: 勝又正 副審: 安井良和 |

| #138 | 2004年1月17日 16:35 |                         |                               |                           |                                                                |
| #138 | 2004年1月17日 16:35 | JTサンダーズ （6勝4敗） | 3 - 0 (25-20) (26-24) (25-15) | 東レ・アローズ （3勝7敗） | 徳島市立体育館 観客数: 2,200人 主審: 高橋憲太郎 副審: 萱原恭弘 |
| #138 | 2004年1月17日 16:35 |                         |                               |                           | 徳島市立体育館 観客数: 2,200人 主審: 高橋憲太郎 副審: 萱原恭弘 |

| #139 | 2004年1月17日 14:00 |                                             |                                       |                              |                                                            |
| #139 | 2004年1月17日 14:00 | 松下電器パナソニック・パンサーズ （7勝3敗） | 1 - 3 (18-25) (21-25) (27-25) (24-26) | NECブルーロケッツ （5勝5敗） | 守口市民体育館 観客数: 3,100人 主審: 印藤智一 副審: 江下毅 |
| #139 | 2004年1月17日 14:00 |                                             |                                       |                              | 守口市民体育館 観客数: 3,100人 主審: 印藤智一 副審: 江下毅 |

| #140 | 2004年1月17日 14:00 |                           |                                               |                               |                                                                |
| #140 | 2004年1月17日 14:00 | 堺ブレイザーズ （6勝4敗） | 2 - 3 (22-25) (25-16) (25-21) (38-40) (11-15) | 旭化成スパーキッズ （3勝7敗） | 堺市金岡公園体育館 観客数: 2,100人 主審: 冨田満 副審: 大塚春夫 |
| #140 | 2004年1月17日 14:00 |                           |                                               |                               | 堺市金岡公園体育館 観客数: 2,100人 主審: 冨田満 副審: 大塚春夫 |

#### 1月18日
| #141 | 2004年1月18日 13:00 |                           |                               |                                   |                                                            |
| #141 | 2004年1月18日 13:00 | 東レ・アローズ （4勝7敗） | 3 - 0 (25-21) (25-18) (25-22) | サントリー・サンバーズ （5勝6敗） | 徳島市立体育館 観客数: 2,200人 主審: 勝又正 副審: 萱原恭弘 |
| #141 | 2004年1月18日 13:00 |                           |                               |                                   | 徳島市立体育館 観客数: 2,200人 主審: 勝又正 副審: 萱原恭弘 |

| #142 | 2004年1月18日 15:00 |                         |                               |                                 |                                                                |
| #142 | 2004年1月18日 15:00 | JTサンダーズ （6勝5敗） | 0 - 3 (15-25) (24-26) (22-25) | 豊田合成トレフェルサ （6勝5敗） | 徳島市立体育館 観客数: 2,300人 主審: 高橋憲太郎 副審: 安井良和 |
| #142 | 2004年1月18日 15:00 |                         |                               |                                 | 徳島市立体育館 観客数: 2,300人 主審: 高橋憲太郎 副審: 安井良和 |

| #143 | 2004年1月18日 14:00 |                               |                                               |                                             |                                                                |
| #143 | 2004年1月18日 14:00 | 旭化成スパーキッズ （3勝8敗） | 2 - 3 (34-32) (25-20) (20-25) (27-29) (15-17) | 松下電器パナソニック・パンサーズ （8勝3敗） | いきいきランド交野 観客数: 2,300人 主審: 冨田満 副審: 寺口克彦 |
| #143 | 2004年1月18日 14:00 |                               |                                               |                                             | いきいきランド交野 観客数: 2,300人 主審: 冨田満 副審: 寺口克彦 |

| #144 | 2004年1月18日 13:00 |                           |                               |                              |                                                                  |
| #144 | 2004年1月18日 13:00 | 堺ブレイザーズ （6勝5敗） | 0 - 3 (27-29) (20-25) (18-25) | NECブルーロケッツ （6勝5敗） | 堺市金岡公園体育館 観客数: 2,650人 主審: 印藤智一 副審: 大塚春夫 |
| #144 | 2004年1月18日 13:00 |                           |                               |                              | 堺市金岡公園体育館 観客数: 2,650人 主審: 印藤智一 副審: 大塚春夫 |

#### 1月23日
| #145 | 2004年1月23日 16:00 |                               |                               |                                   |                                                        |
| #145 | 2004年1月23日 16:00 | 旭化成スパーキッズ （3勝9敗） | 0 - 3 (16-25) (20-25) (21-25) | サントリー・サンバーズ （6勝6敗） | 東京体育館 観客数: 2,800人 主審: 小林朝実 副審: 水間尚 |
| #145 | 2004年1月23日 16:00 |                               |                               |                                   | 東京体育館 観客数: 2,800人 主審: 小林朝実 副審: 水間尚 |

| #146 | 2004年1月23日 18:00 |                              |                       |                         |                                                      |
| #146 | 2004年1月23日 18:00 | NECブルーロケッツ （7勝5敗） | 3 - 0 (25-23) (25-22) | JTサンダーズ （6勝6敗） | 東京体育館 観客数: 3,992人 主審: 小柴滋 副審: 冨田満 |
| #146 | 2004年1月23日 18:00 |                              |                       |                         | 東京体育館 観客数: 3,992人 主審: 小柴滋 副審: 冨田満 |

| #147 | 2004年1月23日 18:00 |                           |                               |                                 |                                                                      |
| #147 | 2004年1月23日 18:00 | 堺ブレイザーズ （6勝6敗） | 0 - 3 (24-26) (23-25) (17-25) | 豊田合成トレフェルサ （7勝5敗） | 大治町スポーツセンター 観客数: 520人 主審: 利根川忠史 副審: 浅見靖人 |
| #147 | 2004年1月23日 18:00 |                           |                               |                                 | 大治町スポーツセンター 観客数: 520人 主審: 利根川忠史 副審: 浅見靖人 |

| #148 | 2004年1月23日 18:00 |                           |                               |                                             |                                                              |
| #148 | 2004年1月23日 18:00 | 東レ・アローズ （5勝7敗） | 3 - 0 (25-18) (26-24) (25-21) | 松下電器パナソニック・パンサーズ （8勝4敗） | 三島市立体育館 観客数: 1,800人 主審: 村上成司 副審: 加藤孝仁 |
| #148 | 2004年1月23日 18:00 |                           |                               |                                             | 三島市立体育館 観客数: 1,800人 主審: 村上成司 副審: 加藤孝仁 |

#### 1月24日
| #149 | 2004年1月24日 13:05 |                              |                               |                                   |                                                          |
| #149 | 2004年1月24日 13:05 | NECブルーロケッツ （8勝5敗） | 3 - 0 (25-21) (25-19) (25-22) | サントリー・サンバーズ （6勝7敗） | 東京体育館 観客数: 5,500人 主審: 小林朝実 副審: 山田道人 |
| #149 | 2004年1月24日 13:05 |                              |                               |                                   | 東京体育館 観客数: 5,500人 主審: 小林朝実 副審: 山田道人 |

| #150 | 2004年1月24日 15:00 |                         |                               |                                |                                                          |
| #150 | 2004年1月24日 15:00 | JTサンダーズ （7勝6敗） | 3 - 0 (25-12) (25-19) (25-21) | 旭化成スパーキッズ （3勝10敗） | 東京体育館 観客数: 6,040人 主審: 印藤智一 副審: 野村考一 |
| #150 | 2004年1月24日 15:00 |                         |                               |                                | 東京体育館 観客数: 6,040人 主審: 印藤智一 副審: 野村考一 |

| #151 | 2004年1月24日 14:00 |                           |                                       |                                 |                                                                    |
| #151 | 2004年1月24日 14:00 | 東レ・アローズ （6勝7敗） | 3 - 1 (20-25) (25-21) (25-19) (25-20) | 豊田合成トレフェルサ （7勝6敗） | 草薙総合運動場体育館 観客数: 2,800人 主審: 伊藤博之 副審: 佐藤拓男 |
| #151 | 2004年1月24日 14:00 |                           |                                       |                                 | 草薙総合運動場体育館 観客数: 2,800人 主審: 伊藤博之 副審: 佐藤拓男 |

| #152 | 2004年1月24日 16:15 |                           |                               |                                             |                                                                      |
| #152 | 2004年1月24日 16:15 | 堺ブレイザーズ （7勝6敗） | 3 - 0 (25-21) (25-18) (25-22) | 松下電器パナソニック・パンサーズ （8勝5敗） | 草薙総合運動場体育館 観客数: 2,600人 主審: 利根川忠史 副審: 村上成司 |
| #152 | 2004年1月24日 16:15 |                           |                               |                                             | 草薙総合運動場体育館 観客数: 2,600人 主審: 利根川忠史 副審: 村上成司 |

#### 1月25日
| #153 | 2004年1月25日 13:06 |                         |                               |                                   |                                                          |
| #153 | 2004年1月25日 13:06 | JTサンダーズ （7勝7敗） | 0 - 3 (28-30) (35-37) (21-25) | サントリー・サンバーズ （7勝7敗） | 東京体育館 観客数: 5,800人 主審: 印藤智一 副審: 小林朝実 |
| #153 | 2004年1月25日 13:06 |                         |                               |                                   | 東京体育館 観客数: 5,800人 主審: 印藤智一 副審: 小林朝実 |

| #154 | 2004年1月25日 15:16 |                                |                               |                              |                                                          |
| #154 | 2004年1月25日 15:16 | 旭化成スパーキッズ （4勝10敗） | 3 - 1 (25-22) (20-25) (25-22) | NECブルーロケッツ （8勝6敗） | 東京体育館 観客数: 6,305人 主審: 山田道人 副審: 堀越由高 |
| #154 | 2004年1月25日 15:16 |                                |                               |                              | 東京体育館 観客数: 6,305人 主審: 山田道人 副審: 堀越由高 |

| #155 | 2004年1月25日 13:00 |                           |                                       |                           |                                                              |
| #155 | 2004年1月25日 13:00 | 東レ・アローズ （7勝7敗） | 3 - 1 (25-17) (25-18) (24-26) (25-21) | 堺ブレイザーズ （7勝7敗） | 静岡県武道館 観客数: 2,300人 主審: 村上成司 副審: 利根川忠史 |
| #155 | 2004年1月25日 13:00 |                           |                                       |                           | 静岡県武道館 観客数: 2,300人 主審: 村上成司 副審: 利根川忠史 |

| #156 | 2004年1月25日 15:20 |                                 |                                              |                                             |                                                            |
| #156 | 2004年1月25日 15:20 | 豊田合成トレフェルサ （7勝7敗） | 2 - 3 (12-25) (25-23) (25-19) (25-27) (8-15) | 松下電器パナソニック・パンサーズ （9勝5敗） | 静岡県武道館 観客数: 2,300人 主審: 伊藤博之 副審: 加藤孝仁 |
| #156 | 2004年1月25日 15:20 |                                 |                                              |                                             | 静岡県武道館 観客数: 2,300人 主審: 伊藤博之 副審: 加藤孝仁 |

#### 2Legの結果
| 順位 | チーム名                         | 試合数 | 勝数 | 敗数 | 勝率  | 備考                        |
| ---- | -------------------------------- | ------ | ---- | ---- | ----- | --------------------------- |
| 1    | 東レ・アローズ                   | 7      | 5    | 2    | 0.714 | セット率 2.000 得点率 1.089 |
| 2    | NECブルーロケッツ                | 7      | 5    | 2    | 0.714 | セット率 2.000 得点率 1.029 |
| 3    | 豊田合成トレフェルサ             | 7      | 4    | 3    | 0.571 |                             |
| 4    | 堺ブレイザーズ                   | 7      | 3    | 4    | 0.429 | セット率 0.923              |
| 5    | サントリーサンバーズ             | 7      | 3    | 4    | 0.429 | セット率 0.786              |
| 6    | JTサンダーズ                     | 7      | 3    | 4    | 0.429 | セット率 0.769              |
| 7    | 松下電器パナソニック・パンサーズ | 7      | 3    | 4    | 0.429 | セット率 0.611              |
| 8    | 旭化成スパーキッズ               | 7      | 2    | 5    | 0.286 |                             |

### 3Leg

#### 1月31日
| #157 | 2004年1月31日 14:00 |                                 |                                              |                              |                                                              |
| #157 | 2004年1月31日 14:00 | 豊田合成トレフェルサ （8勝7敗） | 3 - 2 (25-23) (25-20) (19-25) (24-26) (15-7) | NECブルーロケッツ （8勝7敗） | 京都府立体育館 観客数: 2,100人 主審: 芦田光巨 副審: 高岡敏一 |
| #157 | 2004年1月31日 14:00 |                                 |                                              |                              | 京都府立体育館 観客数: 2,100人 主審: 芦田光巨 副審: 高岡敏一 |

| #158 | 2004年1月31日 16:35 |                           |                                       |                                   |                                                            |
| #158 | 2004年1月31日 16:35 | 東レ・アローズ （8勝7敗） | 3 - 1 (25-21) (25-17) (21-25) (25-20) | サントリー・サンバーズ （7勝8敗） | 京都府立体育館 観客数: 2,300人 主審: 田野昭彦 副審: 安藤健 |
| #158 | 2004年1月31日 16:35 |                           |                                       |                                   | 京都府立体育館 観客数: 2,300人 主審: 田野昭彦 副審: 安藤健 |

| #159 | 2004年1月31日 13:05 |                         |                       |                           |                                                                                      |
| #159 | 2004年1月31日 13:05 | JTサンダーズ （8勝7敗） | 3 - 0 (25-22) (25-23) | 堺ブレイザーズ （7勝8敗） | 広島県立総合体育館（広島グリーンアリーナ） 観客数: 5,230人 主審: 酒出修 副審: 冨田満 |
| #159 | 2004年1月31日 13:05 |                         |                       |                           | 広島県立総合体育館（広島グリーンアリーナ） 観客数: 5,230人 主審: 酒出修 副審: 冨田満 |

| #160 | 2004年1月31日 15:05 |                                             |                                       |                                |                                                                                          |
| #160 | 2004年1月31日 15:05 | 松下電器パナソニック・パンサーズ （9勝6敗） | 1 - 3 (27-29) (23-25) (25-14) (24-26) | 旭化成スパーキッズ （5勝10敗） | 広島県立総合体育館（広島グリーンアリーナ） 観客数: 4,650人 主審: 石井洋壮 副審: 横山寿一 |
| #160 | 2004年1月31日 15:05 |                                             |                                       |                                | 広島県立総合体育館（広島グリーンアリーナ） 観客数: 4,650人 主審: 石井洋壮 副審: 横山寿一 |

#### 2月1日
| #161 | 2004年2月1日 13:00 |                              |                                       |                           |                                                            |
| #161 | 2004年2月1日 13:00 | NECブルーロケッツ （8勝8敗） | 2 - 3 (25-19) (19-25) (29-31) (11-15) | 東レ・アローズ （9勝7敗） | 京都府立体育館 観客数: 2,700人 主審: 田野昭彦 副審: 安藤健 |
| #161 | 2004年2月1日 13:00 |                              |                                       |                           | 京都府立体育館 観客数: 2,700人 主審: 田野昭彦 副審: 安藤健 |

| #162 | 2004年2月1日 15:47 |                                 |                                              |                                   |                                                              |
| #162 | 2004年2月1日 15:47 | 豊田合成トレフェルサ （8勝8敗） | 2 - 3 (31-33) (20-25) (25-23) (25-21) (8-15) | サントリー・サンバーズ （8勝8敗） | 京都府立体育館 観客数: 2,900人 主審: 芦田光巨 副審: 小野将人 |
| #162 | 2004年2月1日 15:47 |                                 |                                              |                                   | 京都府立体育館 観客数: 2,900人 主審: 芦田光巨 副審: 小野将人 |

| #163 | 2004年2月1日 13:07 |                           |                                               |                                |                                                                                          |
| #163 | 2004年2月1日 13:07 | 堺ブレイザーズ （8勝8敗） | 3 - 2 (21-25) (37-35) (25-21) (25-27) (15-11) | 旭化成スパーキッズ （5勝11敗） | 広島県立総合体育館（広島グリーンアリーナ） 観客数: 6,700人 主審: 石井洋壮 副審: 横山寿一 |
| #163 | 2004年2月1日 13:07 |                           |                                               |                                | 広島県立総合体育館（広島グリーンアリーナ） 観客数: 6,700人 主審: 石井洋壮 副審: 横山寿一 |

| #164 | 2004年2月1日 15:55 |                         |                                       |                                              |                                                                                      |
| #164 | 2004年2月1日 15:55 | JTサンダーズ （8勝8敗） | 2 - 3 (26-28) (37-35) (27-25) (12-15) | 松下電器パナソニック・パンサーズ （10勝6敗） | 広島県立総合体育館（広島グリーンアリーナ） 観客数: 7,000人 主審: 冨田満 副審: 酒出修 |
| #164 | 2004年2月1日 15:55 |                         |                                       |                                              | 広島県立総合体育館（広島グリーンアリーナ） 観客数: 7,000人 主審: 冨田満 副審: 酒出修 |

#### 2月7日
| #165 | 2004年2月7日 14:00 |                                   |                                       |                         |                                                            |
| #165 | 2004年2月7日 14:00 | サントリー・サンバーズ （8勝9敗） | 1 - 3 (23-25) (25-21) (22-25) (21-25) | JTサンダーズ （9勝8敗） | 飯塚市体育館 観客数: 2,300人 主審: 中馬義郎 副審: 代居正巳 |
| #165 | 2004年2月7日 14:00 |                                   |                                       |                         | 飯塚市体育館 観客数: 2,300人 主審: 中馬義郎 副審: 代居正巳 |

| #166 | 2004年2月7日 16:25 |                                |                               |                              |                                                          |
| #166 | 2004年2月7日 16:25 | 旭化成スパーキッズ （5勝12敗） | 0 - 3 (15-25) (24-26) (15-25) | NECブルーロケッツ （9勝8敗） | 飯塚市体育館 観客数: 2,300人 主審: 塚本健 副審: 須藤義宏 |
| #166 | 2004年2月7日 16:25 |                                |                               |                              | 飯塚市体育館 観客数: 2,300人 主審: 塚本健 副審: 須藤義宏 |

| #167 | 2004年2月7日 14:00 |                           |                                       |                           |                                                            |
| #167 | 2004年2月7日 14:00 | 東レ・アローズ （9勝8敗） | 1 - 3 (25-23) (18-25) (24-26) (20-25) | 堺ブレイザーズ （9勝8敗） | 稲沢市総合体育館 観客数: 1,600人 主審: 勝又正 副審: 舘健一 |
| #167 | 2004年2月7日 14:00 |                           |                                       |                           | 稲沢市総合体育館 観客数: 1,600人 主審: 勝又正 副審: 舘健一 |

| #168 | 2004年2月7日 16:20 |                                              |                                       |                                 |                                                                  |
| #168 | 2004年2月7日 16:20 | 松下電器パナソニック・パンサーズ （11勝6敗） | 3 - 1 (25-21) (23-25) (25-17) (25-20) | 豊田合成トレフェルサ （8勝9敗） | 稲沢市総合体育館 観客数: 2,000人 主審: 高橋憲太郎 副審: 浅見靖人 |
| #168 | 2004年2月7日 16:20 |                                              |                                       |                                 | 稲沢市総合体育館 観客数: 2,000人 主審: 高橋憲太郎 副審: 浅見靖人 |

#### 2月8日
| #169 | 2004年2月8日 13:00 |                                   |                               |                                |                                                                            |
| #169 | 2004年2月8日 13:00 | サントリー・サンバーズ （9勝9敗） | 3 - 0 (27-25) (26-24) (25-15) | 旭化成スパーキッズ （5勝13敗） | 久留米市総合スポーツセンター 観客数: 2,550人 主審: 代居正巳 副審: 中馬義郎 |
| #169 | 2004年2月8日 13:00 |                                   |                               |                                | 久留米市総合スポーツセンター 観客数: 2,550人 主審: 代居正巳 副審: 中馬義郎 |

| #170 | 2004年2月8日 15:10 |                          |                                               |                              |                                                                          |
| #170 | 2004年2月8日 15:10 | JTサンダーズ （10勝8敗） | 3 - 2 (24-26) (25-19) (25-20) (21-25) (15-12) | NECブルーロケッツ （9勝9敗） | 久留米市総合スポーツセンター 観客数: 3,100人 主審: 塚本健 副審: 須藤義宏 |
| #170 | 2004年2月8日 15:10 |                          |                                               |                              | 久留米市総合スポーツセンター 観客数: 3,100人 主審: 塚本健 副審: 須藤義宏 |

| #171 | 2004年2月8日 13:00 |                                              |               |                           |                                                                                                  |
| #171 | 2004年2月8日 13:00 | 松下電器パナソニック・パンサーズ （12勝6敗） | 3 - 0 (25-21) | 東レ・アローズ （9勝9敗） | 小牧市スポーツ公園総合体育館（パークアリーナ小牧） 観客数: 3,600人 主審: 高橋憲太郎 副審: 大下孝 |
| #171 | 2004年2月8日 13:00 |                                              |               |                           | 小牧市スポーツ公園総合体育館（パークアリーナ小牧） 観客数: 3,600人 主審: 高橋憲太郎 副審: 大下孝 |

| #172 | 2004年2月8日 15:00 |                                 |                                               |                           |                                                                                                |
| #172 | 2004年2月8日 15:00 | 豊田合成トレフェルサ （9勝9敗） | 3 - 2 (25-22) (25-21) (21-25) (19-25) (15-12) | 堺ブレイザーズ （9勝9敗） | 小牧市スポーツ公園総合体育館（パークアリーナ小牧） 観客数: 3,400人 主審: 勝又正 副審: 浅見靖人 |
| #172 | 2004年2月8日 15:00 |                                 |                                               |                           | 小牧市スポーツ公園総合体育館（パークアリーナ小牧） 観客数: 3,400人 主審: 勝又正 副審: 浅見靖人 |

#### 2月11日
| #173 | 2004年2月11日 13:07 |                          |                       |                                |                                                            |
| #173 | 2004年2月11日 13:07 | JTサンダーズ （11勝8敗） | 3 - 0 (25-21) (25-23) | 旭化成スパーキッズ （5勝14敗） | 下松市民体育館 観客数: 1,600人 主審: 塚本健 副審: 代居正巳 |
| #173 | 2004年2月11日 13:07 |                          |                       |                                | 下松市民体育館 観客数: 1,600人 主審: 塚本健 副審: 代居正巳 |

| #174 | 2004年2月11日 15:15 |                                    |                                       |                               |                                                              |
| #174 | 2004年2月11日 15:15 | サントリー・サンバーズ （10勝9敗） | 3 - 1 (25-21) (25-17) (16-25) (25-20) | NECブルーロケッツ （9勝10敗） | 下松市民体育館 観客数: 1,600人 主審: 石井洋壮 副審: 周山秦之 |
| #174 | 2004年2月11日 15:15 |                                    |                                       |                               | 下松市民体育館 観客数: 1,600人 主審: 石井洋壮 副審: 周山秦之 |

| #175 | 2004年2月11日 14:00 |                                              |               |                            |                                                                                  |
| #175 | 2004年2月11日 14:00 | 松下電器パナソニック・パンサーズ （12勝7敗） | 0 - 3 (23-25) | 堺ブレイザーズ （10勝9敗） | 枚方市立総合スポーツセンター体育館 観客数: 3,200人 主審: 中馬義郎 副審: 山本和良 |
| #175 | 2004年2月11日 14:00 |                                              |               |                            | 枚方市立総合スポーツセンター体育館 観客数: 3,200人 主審: 中馬義郎 副審: 山本和良 |

| #176 | 2004年2月11日 16:00 |                            |                               |                                  |                                                                  |
| #176 | 2004年2月11日 16:00 | 東レ・アローズ （9勝10敗） | 1 - 3 (23-25) (25-23) (21-25) | 豊田合成トレフェルサ （10勝9敗） | 草薙総合運動場体育館 観客数: 1,500人 主審: 勝又正 副審: 加藤孝仁 |
| #176 | 2004年2月11日 16:00 |                            |                               |                                  | 草薙総合運動場体育館 観客数: 1,500人 主審: 勝又正 副審: 加藤孝仁 |

#### 2月14日
| #177 | 2004年2月14日 14:00 |                                     |                                       |                            |                                                            |
| #177 | 2004年2月14日 14:00 | サントリー・サンバーズ （10勝10敗） | 1 - 3 (22-25) (24-26) (25-23) (23-25) | 堺ブレイザーズ （11勝9敗） | 八戸市体育館 観客数: 4,000人 主審: 印藤智一 副審: 春藤裕和 |
| #177 | 2004年2月14日 14:00 |                                     |                                       |                            | 八戸市体育館 観客数: 4,000人 主審: 印藤智一 副審: 春藤裕和 |

| #178 | 2004年2月14日 14:00 |                          |                               |                                   |                                                                                |
| #178 | 2004年2月14日 14:00 | JTサンダーズ （12勝8敗） | 3 - 0 (25-18) (27-25) (29-27) | 豊田合成トレフェルサ （10勝10敗） | 呉市総合体育館（オークアリーナ） 観客数: 1,430人 主審: 田野昭彦 副審: 芦田光巨 |
| #178 | 2004年2月14日 14:00 |                          |                               |                                   | 呉市総合体育館（オークアリーナ） 観客数: 1,430人 主審: 田野昭彦 副審: 芦田光巨 |

| #179 | 2004年2月14日 16:40 |                                              |                               |                                |                                                              |
| #179 | 2004年2月14日 16:40 | 松下電器パナソニック・パンサーズ （12勝8敗） | 0 - 3 (21-25) (22-25) (21-25) | NECブルーロケッツ （10勝10敗） | 八戸市体育館 観客数: 4,000人 主審: 佐々木克之 副審: 村上成司 |
| #179 | 2004年2月14日 16:40 |                                              |                               |                                | 八戸市体育館 観客数: 4,000人 主審: 佐々木克之 副審: 村上成司 |

| #180 | 2004年2月14日 14:00 |                                |                                               |                             |                                                                    |
| #180 | 2004年2月14日 14:00 | 旭化成スパーキッズ （5勝15敗） | 2 - 3 (25-21) (25-27) (18-25) (25-22) (13-15) | 東レ・アローズ （10勝10敗） | 水島緑地福田公園体育館 観客数: 800人 主審: 石井洋壮 副審: 冨田博一 |
| #180 | 2004年2月14日 14:00 |                                |                                               |                             | 水島緑地福田公園体育館 観客数: 800人 主審: 石井洋壮 副審: 冨田博一 |

#### 2月15日
| #181 | 2004年2月15日 13:05 |                                              |                                       |                                     |                                                                                        |
| #181 | 2004年2月15日 13:05 | 松下電器パナソニック・パンサーズ （12勝9敗） | 1 - 3 (26-28) (25-23) (31-33) (16-25) | サントリー・サンバーズ （11勝10敗） | 新青森県総合運動公園（青い森アリーナ） 観客数: 4,500人 主審: 佐々木克之 副審: 春藤裕和 |
| #181 | 2004年2月15日 13:05 |                                              |                                       |                                     | 新青森県総合運動公園（青い森アリーナ） 観客数: 4,500人 主審: 佐々木克之 副審: 春藤裕和 |

| #182 | 2004年2月15日 |                             |                       |                          |                                                                                |
| #182 | 2004年2月15日 | 東レ・アローズ （10勝11敗） | 0 - 3 (17-25) (20-25) | JTサンダーズ （13勝8敗） | 呉市総合体育館（オークアリーナ） 観客数: 2,200人 主審: 芦田光巨 副審: 田野昭彦 |
| #182 | 2004年2月15日 |                             |                       |                          | 呉市総合体育館（オークアリーナ） 観客数: 2,200人 主審: 芦田光巨 副審: 田野昭彦 |

| #183 | 2004年2月15日 15:40 |                                |                                       |                            |                                                                                      |
| #183 | 2004年2月15日 15:40 | NECブルーロケッツ （10勝11敗） | 1 - 3 (25-22) (22-25) (26-28) (21-25) | 堺ブレイザーズ （12勝9敗） | 新青森県総合運動公園（青い森アリーナ） 観客数: 4,500人 主審: 村上成司 副審: 印藤智一 |
| #183 | 2004年2月15日 15:40 |                                |                                       |                            | 新青森県総合運動公園（青い森アリーナ） 観客数: 4,500人 主審: 村上成司 副審: 印藤智一 |

| #184 | 2004年2月15日 13:00 |                                |                                       |                                   |                                                          |
| #184 | 2004年2月15日 13:00 | 旭化成スパーキッズ （6勝15敗） | 3 - 1 (26-24) (25-19) (20-25) (31-29) | 豊田合成トレフェルサ （10勝11敗） | 岡山県体育館 観客数: 580人 主審: 冨田博一 副審: 石井洋壮 |
| #184 | 2004年2月15日 13:00 |                                |                                       |                                   | 岡山県体育館 観客数: 580人 主審: 冨田博一 副審: 石井洋壮 |

#### 3Legの結果
| 順位 | チーム名                         | 試合数 | 勝数 | 敗数 | 勝率  | 備考           |
| ---- | -------------------------------- | ------ | ---- | ---- | ----- | -------------- |
| 1    | JTサンダーズ                     | 7      | 6    | 1    | 0.857 |                |
| 2    | 堺ブレイザーズ                   | 7      | 5    | 2    | 0.714 |                |
| 3    | サントリーサンバーズ             | 7      | 4    | 3    | 0.571 |                |
| 4    | 豊田合成トレフェルサ             | 7      | 3    | 4    | 0.429 | セット率 0.765 |
| 5    | 松下電器パナソニック・パンサーズ | 7      | 3    | 4    | 0.429 | セット率 0.733 |
| 6    | 東レ・アローズ                   | 7      | 3    | 4    | 0.429 | セット率 0.647 |
| 7    | NECブルーロケッツ                | 7      | 2    | 5    | 0.286 | セット率 0.933 |
| 8    | 旭化成スパーキッズ               | 7      | 2    | 5    | 0.286 | セット率 0.588 |

### レギュラーラウンドの結果
| 順位 | チーム名                         | 試合数 | 勝数 | 敗数 | 勝率  | 備考           |
| ---- | -------------------------------- | ------ | ---- | ---- | ----- | -------------- |
| 1    | JTサンダーズ                     | 21     | 13   | 8    | 0.619 |                |
| 2    | 堺ブレイザーズ                   | 21     | 12   | 9    | 0.571 | セット率 1.132 |
| 3    | 松下電器パナソニック・パンサーズ | 21     | 12   | 9    | 0.571 | セット率 0.933 |
| 4    | サントリーサンバーズ             | 21     | 11   | 10   | 0.524 |                |
| 5    | NECブルーロケッツ                | 21     | 10   | 11   | 0.476 | セット率 1.154 |
| 6    | 豊田合成トレフェルサ             | 21     | 10   | 11   | 0.476 | セット率 1.075 |
| 7    | 東レ・アローズ                   | 21     | 10   | 11   | 0.476 | セット率 0.902 |
| 8    | 旭化成スパーキッズ               | 21     | 6    | 15   | 0.286 |                |

### ファイナルラウンド
セミファイナルリーグ

#### 2月27日
| #185 | 2004年2月27日 16:00 |                        |                       |                      |                                                              |
| #185 | 2004年2月27日 16:00 | 堺ブレイザーズ （1敗） | 1 - 3 (36-34) (20-25) | JTサンダーズ （1勝） | 大阪市中央体育館 観客数: 2,580人 主審: 小柴滋 副審: 印藤智一 |
| #185 | 2004年2月27日 16:00 |                        |                       |                      | 大阪市中央体育館 観客数: 2,580人 主審: 小柴滋 副審: 印藤智一 |

| #186 | 2004年2月27日 18:30 |                                |                                               |                                          |                                                                        |
| #186 | 2004年2月27日 18:30 | サントリー・サンバーズ （1勝） | 3 - 2 (25-21) (20-25) (17-25) (25-17) (15-12) | 松下電器パナソニック・パンサーズ （1敗） | 大阪市中央体育館 観客数: 2,760人 主審: 高橋憲太郎 副審: CHO I Young-IL |
| #186 | 2004年2月27日 18:30 |                                |                                               |                                          | 大阪市中央体育館 観客数: 2,760人 主審: 高橋憲太郎 副審: CHO I Young-IL |

#### 2月28日
| #187 | 2004年2月28日 14:00 |                                   |                               |                      |                                                              |
| #187 | 2004年2月28日 14:00 | サントリー・サンバーズ （1勝1敗） | 0 - 3 (17-25) (18-25) (20-25) | JTサンダーズ （2勝） | 大阪市中央体育館 観客数: 3,470人 主審: 印藤智一 副審: 小柴滋 |
| #187 | 2004年2月28日 14:00 |                                   |                               |                      | 大阪市中央体育館 観客数: 3,470人 主審: 印藤智一 副審: 小柴滋 |

| #188 | 2004年2月28日 16:01 |                                          |                                       |                           |                                                                      |
| #188 | 2004年2月28日 16:01 | 松下電器パナソニック・パンサーズ （2敗） | 1 - 3 (22-25) (19-25) (25-21) (22-25) | 堺ブレイザーズ （1勝1敗） | 大阪市中央体育館 観客数: 4,530人 主審: CHO I Young-IL 副審: 田野昭彦 |
| #188 | 2004年2月28日 16:01 |                                          |                                       |                           | 大阪市中央体育館 観客数: 4,530人 主審: CHO I Young-IL 副審: 田野昭彦 |

#### 2月29日
| #189 | 2004年2月29日 13:00 |                                             |                                       |                         |                                                                  |
| #189 | 2004年2月29日 13:00 | 松下電器パナソニック・パンサーズ （1勝2敗） | 3 - 1 (26-28) (25-18) (25-19) (25-22) | JTサンダーズ （2勝1敗） | 大阪市中央体育館 観客数: 4,750人 主審: 高橋憲太郎 副審: 印藤智一 |
| #189 | 2004年2月29日 13:00 |                                             |                                       |                         | 大阪市中央体育館 観客数: 4,750人 主審: 高橋憲太郎 副審: 印藤智一 |

| #190 | 2004年2月29日 15:20 |                                   |                                       |                           |                                                                    |
| #190 | 2004年2月29日 15:20 | サントリー・サンバーズ （2勝1敗） | 3 - 1 (30-32) (25-23) (26-24) (25-12) | 堺ブレイザーズ （1勝2敗） | 大阪市中央体育館 観客数: 5,119人 主審: 小柴滋 副審: CHO I Young-IL |
| #190 | 2004年2月29日 15:20 |                                   |                                       |                           | 大阪市中央体育館 観客数: 5,119人 主審: 小柴滋 副審: CHO I Young-IL |

#### 3月6日
3位決定戦
| #192 | 2004年3月6日 16:07 |                                  |                                       |                |                                                          |
| #192 | 2004年3月6日 16:07 | 松下電器パナソニック・パンサーズ | 3 - 1 (25-21) (23-25) (25-20) (25-15) | 堺ブレイザーズ | 東京体育館 観客数: 9,300人 主審: 酒出修 副審: 利根川忠史 |
| #192 | 2004年3月6日 16:07 |                                  |                                       |                | 東京体育館 観客数: 9,300人 主審: 酒出修 副審: 利根川忠史 |

優勝決定戦（第1戦）
| #191 | 2004年3月6日 13:31 |                                |                                               |                      |                                                       |
| #191 | 2004年3月6日 13:31 | サントリー・サンバーズ （1勝） | 3 - 2 (25-19) (25-21) (22-25) (17-25) (15-12) | JTサンダーズ （1敗） | 東京体育館 観客数: 10,000人 主審: 小柴滋 副審: 冨田満 |
| #191 | 2004年3月6日 13:31 |                                |                                               |                      | 東京体育館 観客数: 10,000人 主審: 小柴滋 副審: 冨田満 |

#### 3月7日
優勝決定戦（第2戦）
| #193 | 2004年3月7日 15:05 |                      |                               |                                |                                                           |
| #193 | 2004年3月7日 15:05 | JTサンダーズ （2敗） | 0 - 3 (19-25) (21-25) (20-25) | サントリー・サンバーズ （2勝） | 東京体育館 観客数: 10,000人 主審: 利根川忠史 副審: 酒出修 |
| #193 | 2004年3月7日 15:05 |                      |                               |                                | 東京体育館 観客数: 10,000人 主審: 利根川忠史 副審: 酒出修 |

### 最終順位
| 順位   | チーム名                         | 備考        |
| ------ | -------------------------------- | ----------- |
| 優勝   | サントリーサンバーズ             | 5年連続優勝 |
| 準優勝 | JTサンダーズ                     |             |
| 3      | 松下電器パナソニック・パンサーズ |             |
| 4      | 堺ブレイザーズ                   |             |
| 5      | NECブルーロケッツ                |             |
| 6      | 豊田合成トレフェルサ             |             |
| 7      | 東レ・アローズ                   | 入替戦へ    |
| 8      | 旭化成スパーキッズ               | 入替戦へ    |

### 個人賞
| No. | 賞名             | 受賞者                   | 所属チーム                       | 備考                |
| --- | ---------------- | ------------------------ | -------------------------------- | ------------------- |
| 1   | 優勝監督賞       | 鳥羽賢二                 | サントリーサンバーズ             |                     |
| 2   | 最高殊勲選手賞   | ジルソン・ベルナルド     | サントリーサンバーズ             |                     |
| 3   | 敢闘賞           | イリア・サベリエフ       | JTサンダーズ                     |                     |
| 4   | 最優秀新人賞     | 越川優                   | サントリーサンバーズ             |                     |
| 5   | ベスト6          | ジルソン・ベルナルド     | サントリーサンバーズ             |                     |
| 5   | ベスト6          | イリア・サベリエフ       | JTサンダーズ                     |                     |
| 5   | ベスト6          | 山本隆弘                 | 松下電器パナソニック・パンサーズ |                     |
| 5   | ベスト6          | 杉山マルコス             | 堺ブレイザーズ                   |                     |
| 5   | ベスト6          | アンデルソン・ロドリゲス | NECブルーロケッツ                |                     |
| 5   | ベスト6          | 臺光章                   | JTサンダーズ                     |                     |
| 6   | ベストリベロ賞   | 津曲勝利                 | サントリーサンバーズ             |                     |
| 7   | レシーブ賞       | 青山繁                   | 東レ・アローズ                   |                     |
| 8   | 得点王           | アンデルソン・ロドリゲス | NECブルーロケッツ                | 総得点=523点        |
| 9   | スパイク賞       | 齋藤信治                 | 東レ・アローズ                   | 決定率=55.1%        |
| 10  | ブロック賞       | 北川祐介                 | 松下電器パナソニック・パンサーズ | 決定本数=0.87本/set |
| 11  | サーブ賞         | アンデルソン・ロドリゲス | NECブルーロケッツ                | 効果率=20.7%        |
| 12  | サーブレシーブ賞 | 津曲勝利                 | サントリーサンバーズ             | 成功率=77.5%        |
| 13  | 特別賞           | 青山繁                   | 東レ・アローズ                   |                     |
| 13  | 特別賞           | 佐々木太一               | サントリーサンバーズ             |                     |
| 13  | 特別賞           | ジルソン・ベルナルド     | サントリーサンバーズ             |                     |

### Vリーグ出場決定入替戦

#### 3月13日
| #194 | 2004年3月13日 |                               |                                       |                        |                                |
| #194 | 2004年3月13日 | 東レ・アローズ （Vリーグ7位） | 3 - 1 (25-12) (22-25) (25-17) (25-12) | 警視庁 （V1リーグ2位） | 宿毛市総合運動場公園市民体育館 |
| #194 | 2004年3月13日 |                               |                                       |                        | 宿毛市総合運動場公園市民体育館 |

| #195 | 2004年3月13日 |                                   |                               |                        |                                |
| #195 | 2004年3月13日 | 旭化成スパーキッズ （Vリーグ8位） | 3 - 0 (25-21) (25-20) (25-22) | FC東京 （V1リーグ1位） | 宿毛市総合運動場公園市民体育館 |
| #195 | 2004年3月13日 |                                   |                               |                        | 宿毛市総合運動場公園市民体育館 |

#### 3月14日
| #196 | 2004年3月14日 |                               |                                       |                        |                                |
| #196 | 2004年3月14日 | 東レ・アローズ （Vリーグ7位） | 3 - 1 (25-17) (22-25) (25-13) (25-18) | 警視庁 （V1リーグ2位） | 宿毛市総合運動場公園市民体育館 |
| #196 | 2004年3月14日 |                               |                                       |                        | 宿毛市総合運動場公園市民体育館 |

| #197 | 2004年3月14日 |                                   |                               |                        |                                |
| #197 | 2004年3月14日 | 旭化成スパーキッズ （Vリーグ8位） | 3 - 0 (27-25) (25-22) (25-17) | FC東京 （V1リーグ1位） | 宿毛市総合運動場公園市民体育館 |
| #197 | 2004年3月14日 |                                   |                               |                        | 宿毛市総合運動場公園市民体育館 |

この結果、東レと旭化成が次期Vリーグ残留を決めた。

## 女子

### 参加チーム
| 前回順位 | チーム名                   | 備考        |
| -------- | -------------------------- | ----------- |
| 1        | NECレッドロケッツ          |             |
| 2        | 武富士バンブー             |             |
| 3        | 東レ・アローズ             |             |
| 4        | 久光製薬スプリングス       |             |
| 5        | パイオニアレッドウィングス |             |
| 6        | シーガルズ                 |             |
| -        | JTマーヴェラス             | V1リーグ1位 |
| -        | 茂原アルカス               | V1リーグ2位 |
| 7        | 日立佐和リヴァーレ         |             |
| 8        | デンソー・エアリービーズ   |             |

### 1Leg

#### 12月6日
| #501 | 2003年12月6日 14:09 |                           |                               |                              |                                                                                |
| #501 | 2003年12月6日 14:09 | NECレッドロケッツ （1敗） | 0 - 3 (21-25) (19-25) (20-25) | 久光製薬スプリングス （1勝） | 駒沢オリンピック公園総合運動場体育館 観客数: 4,200人 主審: 小柴滋 副審: 藤井孝 |
| #501 | 2003年12月6日 14:09 |                           |                               |                              | 駒沢オリンピック公園総合運動場体育館 観客数: 4,200人 主審: 小柴滋 副審: 藤井孝 |

| #502 | 2003年12月6日 16:00 |                                    |                               |                                  |                                                                                  |
| #502 | 2003年12月6日 16:00 | JTマーヴェラスマーヴェラス （1勝） | 3 - 0 (25-23) (25-19) (25-10) | デンソー・エアリービーズ （1敗） | 駒沢オリンピック公園総合運動場体育館 観客数: 4,217人 主審: 大塚達也 副審: 水間尚 |
| #502 | 2003年12月6日 16:00 |                                    |                               |                                  | 駒沢オリンピック公園総合運動場体育館 観客数: 4,217人 主審: 大塚達也 副審: 水間尚 |

| #503 | 2003年12月6日 14:00 |                        |                                               |                            |                                                              |
| #503 | 2003年12月6日 14:00 | 武富士バンブー （1敗） | 2 - 3 (25-17) (25-22) (17-25) (19-25) (10-15) | 日立佐和リヴァーレ （1勝） | あいづ総合体育館 観客数: 1,120人 主審: 斎藤篤 副審: 国分常弘 |
| #503 | 2003年12月6日 14:00 |                        |                                               |                            | あいづ総合体育館 観客数: 1,120人 主審: 斎藤篤 副審: 国分常弘 |

| #504 | 2003年12月6日 16:35 |                                    |                                               |                    |                                                                  |
| #504 | 2003年12月6日 16:35 | パイオニアレッドウィングス （1勝） | 3 - 2 (18-25) (25-19) (23-25) (25-20) (15-12) | シーガルズ （1敗） | あいづ総合体育館 観客数: 1,220人 主審: 佐々木克之 副審: 村上成司 |
| #504 | 2003年12月6日 16:35 |                                    |                                               |                    | あいづ総合体育館 観客数: 1,220人 主審: 佐々木克之 副審: 村上成司 |

#### 12月7日
| #505 | 2003年12月7日 13:00 |                                  |                                               |                              |                                                                                  |
| #505 | 2003年12月7日 13:00 | デンソー・エアリービーズ （2敗） | 2 - 3 (25-27) (25-21) (25-22) (24-26) (12-15) | 久光製薬スプリングス （2勝） | 駒沢オリンピック公園総合運動場体育館 観客数: 3,000人 主審: 冨田満 副審: 野村考一 |
| #505 | 2003年12月7日 13:00 |                                  |                                               |                              | 駒沢オリンピック公園総合運動場体育館 観客数: 3,000人 主審: 冨田満 副審: 野村考一 |

| #506 | 2003年12月7日 15:35 |                           |                               |                              |                                                                                    |
| #506 | 2003年12月7日 15:35 | JTマーヴェラス （1勝1敗） | 0 - 3 (23-25) (17-25) (18-25) | NECレッドロケッツ （1勝1敗） | 駒沢オリンピック公園総合運動場体育館 観客数: 4,378人 主審: 山田道人 副審: 田中昭彦 |
| #506 | 2003年12月7日 15:35 |                           |                               |                              | 駒沢オリンピック公園総合運動場体育館 観客数: 4,378人 主審: 山田道人 副審: 田中昭彦 |

| #507 | 2003年12月7日 13:00 |                        |                               |                       |                                                                |
| #507 | 2003年12月7日 13:00 | 武富士バンブー （2敗） | 0 - 3 (17-25) (16-25) (11-25) | シーガルズ （1勝1敗） | あいづ総合体育館 観客数: 1,060人 主審: 斎藤篤 副審: 佐々木克之 |
| #507 | 2003年12月7日 13:00 |                        |                               |                       | あいづ総合体育館 観客数: 1,060人 主審: 斎藤篤 副審: 佐々木克之 |

| #508 | 2003年12月7日 15:00 |                                    |                               |                               |                                                                |
| #508 | 2003年12月7日 15:00 | パイオニアレッドウィングス （2勝） | 3 - 0 (25-21) (25-15) (25-23) | 日立佐和リヴァーレ （1勝1敗） | あいづ総合体育館 観客数: 1,220人 主審: 村上成司 副審: 山寺清司 |
| #508 | 2003年12月7日 15:00 |                                    |                               |                               | あいづ総合体育館 観客数: 1,220人 主審: 村上成司 副審: 山寺清司 |

| #509 | 2003年12月7日 |                        |                                               |                      |                                                              |
| #509 | 2003年12月7日 | 東レ・アローズ （1勝） | 3 - 2 (25-23) (19-25) (25-20) (16-25) (15-11) | 茂原アルカス （1敗） | 茂原市市民体育館 観客数: 2,100人 主審: 小柴滋 副審: 田代英明 |
| #509 | 2003年12月7日 |                        |                                               |                      | 茂原市市民体育館 観客数: 2,100人 主審: 小柴滋 副審: 田代英明 |

#### 12月13日
| #510 | 2003年12月13日 13:00 |                           |                                               |                                       |                                                                                        |
| #510 | 2003年12月13日 13:00 | 武富士バンブー （1勝2敗） | 3 - 2 (25-17) (16-25) (19-25) (25-22) (20-18) | パイオニアレッドウィングス （2勝1敗） | 深谷市総合体育館（深谷ビッグタートル） 観客数: 2,477人 主審: 田中昭彦 副審: 小野沢一宏 |
| #510 | 2003年12月13日 13:00 |                           |                                               |                                       | 深谷市総合体育館（深谷ビッグタートル） 観客数: 2,477人 主審: 田中昭彦 副審: 小野沢一宏 |

| #511 | 2003年12月13日 14:00 |                        |                                       |                                  |                                                                |
| #511 | 2003年12月13日 14:00 | 東レ・アローズ （2勝） | 3 - 1 (25-22) (24-26) (25-21) (25-16) | デンソー・エアリービーズ （3敗） | 滋賀県立体育館 観客数: 2,600人 主審: 高橋憲太郎 副審: 山本和良 |
| #511 | 2003年12月13日 14:00 |                        |                                       |                                  | 滋賀県立体育館 観客数: 2,600人 主審: 高橋憲太郎 副審: 山本和良 |

| #512 | 2003年12月13日 16:24 |                              |                               |                      |                                                              |
| #512 | 2003年12月13日 16:24 | NECレッドロケッツ （2勝1敗） | 3 - 0 (25-12) (25-20) (25-11) | 茂原アルカス （2敗） | 滋賀県立体育館 観客数: 2,600人 主審: 石井洋壮 副審: 大依孝至 |
| #512 | 2003年12月13日 16:24 |                              |                               |                      | 滋賀県立体育館 観客数: 2,600人 主審: 石井洋壮 副審: 大依孝至 |

| #513 | 2003年12月13日 14:00 |                               |                       |                              |                                                                          |
| #513 | 2003年12月13日 14:00 | 日立佐和リヴァーレ （1勝2敗） | 0 - 3 (16-25) (21-25) | 久光製薬スプリングス （3勝） | 新発田市カルチャーセンター 観客数: 2,000人 主審: 山田道人 副審: 三見洋子 |
| #513 | 2003年12月13日 14:00 |                               |                       |                              | 新発田市カルチャーセンター 観客数: 2,000人 主審: 山田道人 副審: 三見洋子 |

| #514 | 2003年12月13日 16:00 |                           |                               |                       |                                                                        |
| #514 | 2003年12月13日 16:00 | JTマーヴェラス （1勝2敗） | 0 - 3 (28-30) (21-25) (19-25) | シーガルズ （2勝1敗） | 新発田市カルチャーセンター 観客数: 2,200人 主審: 斎藤篤 副審: 高野淳志 |
| #514 | 2003年12月13日 16:00 |                           |                               |                       | 新発田市カルチャーセンター 観客数: 2,200人 主審: 斎藤篤 副審: 高野淳志 |

#### 12月14日
| #515 | 2003年12月14日 13:00 |                           |                               |                              |                                                              |
| #515 | 2003年12月14日 13:00 | 東レ・アローズ （2勝1敗） | 1 - 3 (25-20) (14-25) (22-25) | NECレッドロケッツ （3勝1敗） | 滋賀県立体育館 観客数: 2,900人 主審: 石井洋壮 副審: 山本和良 |
| #515 | 2003年12月14日 13:00 |                           |                               |                              | 滋賀県立体育館 観客数: 2,900人 主審: 石井洋壮 副審: 山本和良 |

| #516 | 2003年12月14日 15:21 |                      |                                               |                                     |                                                                |
| #516 | 2003年12月14日 15:21 | 茂原アルカス （3敗） | 2 - 3 (23-25) (25-15) (29-27) (15-25) (12-15) | デンソー・エアリービーズ （1勝3敗） | 滋賀県立体育館 観客数: 2,900人 主審: 高橋憲太郎 副審: 大依孝至 |
| #516 | 2003年12月14日 15:21 |                      |                                               |                                     | 滋賀県立体育館 観客数: 2,900人 主審: 高橋憲太郎 副審: 大依孝至 |

| #517 | 2003年12月14日 13:00 |                       |                                               |                              |                                                                          |
| #517 | 2003年12月14日 13:00 | シーガルズ （2勝2敗） | 2 - 3 (25-21) (16-25) (25-17) (19-25) (13-15) | 久光製薬スプリングス （4勝） | 新潟市東総合スポーツセンター 観客数: 2,800人 主審: 山田道人 副審: 斎藤篤 |
| #517 | 2003年12月14日 13:00 |                       |                                               |                              | 新潟市東総合スポーツセンター 観客数: 2,800人 主審: 山田道人 副審: 斎藤篤 |

| #518 | 2003年12月14日 15:36 |                           |                               |                               |                                                                            |
| #518 | 2003年12月14日 15:36 | JTマーヴェラス （1勝3敗） | 1 - 3 (22-25) (25-20) (22-25) | 日立佐和リヴァーレ （2勝2敗） | 新潟市東総合スポーツセンター 観客数: 3,200人 主審: 三見洋子 副審: 高野淳志 |
| #518 | 2003年12月14日 15:36 |                           |                               |                               | 新潟市東総合スポーツセンター 観客数: 3,200人 主審: 三見洋子 副審: 高野淳志 |

#### 12月17日
| #519 | 2003年12月17日 18:00 |                                       |                                       |                      |                                                            |
| #519 | 2003年12月17日 18:00 | パイオニアレッドウィングス （3勝1敗） | 3 - 1 (25-23) (25-17) (23-25) (25-17) | 茂原アルカス （4敗） | 河北町民体育館 観客数: 2,180人 主審: 村上成司 副審: 斎藤篤 |
| #519 | 2003年12月17日 18:00 |                                       |                                       |                      | 河北町民体育館 観客数: 2,180人 主審: 村上成司 副審: 斎藤篤 |

#### 12月20日
| #520 | 2003年12月20日 14:00 |                                     |                                               |                              |                                                                |
| #520 | 2003年12月20日 14:00 | デンソー・エアリービーズ （2勝3敗） | 3 - 2 (23-25) (25-22) (25-14) (11-25) (16-14) | NECレッドロケッツ （3勝2敗） | 西尾市総合体育館 観客数: 2,900人 主審: 高橋憲太郎 副審: 舘健一 |
| #520 | 2003年12月20日 14:00 |                                     |                                               |                              | 西尾市総合体育館 観客数: 2,900人 主審: 高橋憲太郎 副審: 舘健一 |

| #521 | 2003年12月20日 14:00 |                           |                                       |                           |                                                                  |
| #521 | 2003年12月20日 14:00 | 武富士バンブー （1勝3敗） | 1 - 3 (20-25) (25-19) (19-25) (23-25) | JTマーヴェラス （2勝3敗） | 姫路市立中央体育館 観客数: 2,500人 主審: 芦田光巨 副審: 冨田博一 |
| #521 | 2003年12月20日 14:00 |                           |                                       |                           | 姫路市立中央体育館 観客数: 2,500人 主審: 芦田光巨 副審: 冨田博一 |

| #522 | 2003年12月20日 16:15 |                              |                               |                      |                                                                  |
| #522 | 2003年12月20日 16:15 | 久光製薬スプリングス （5勝） | 3 - 0 (25-17) (25-14) (25-21) | 茂原アルカス （5敗） | 姫路市立中央体育館 観客数: 2,500人 主審: 代居正巳 副審: 森岡伸次 |
| #522 | 2003年12月20日 16:15 |                              |                               |                      | 姫路市立中央体育館 観客数: 2,500人 主審: 代居正巳 副審: 森岡伸次 |

| #523 | 2003年12月20日 13:00 |                           |                                       |                                       |                                                                |
| #523 | 2003年12月20日 13:00 | 東レ・アローズ （3勝1敗） | 3 - 1 (18-25) (25-21) (25-18) (25-21) | パイオニアレッドウィングス （3勝2敗） | 三島市民体育館 観客数: 1,450人 主審: 佐々木克之 副審: 浅見靖人 |
| #523 | 2003年12月20日 13:00 |                           |                                       |                                       | 三島市民体育館 観客数: 1,450人 主審: 佐々木克之 副審: 浅見靖人 |

| #524 | 2003年12月20日 15:15 |                       |                                       |                               |                                                            |
| #524 | 2003年12月20日 15:15 | シーガルズ （3勝2敗） | 3 - 1 (23-25) (25-18) (25-17) (25-19) | 日立佐和リヴァーレ （2勝3敗） | 三島市民体育館 観客数: 1,350人 主審: 小柴滋 副審: 加藤孝仁 |
| #524 | 2003年12月20日 15:15 |                       |                                       |                               | 三島市民体育館 観客数: 1,350人 主審: 小柴滋 副審: 加藤孝仁 |

#### 12月21日
| #525 | 2003年12月21日 13:00 |                           |                                               |                         |                                                                                                |
| #525 | 2003年12月21日 13:00 | JTマーヴェラス （2勝4敗） | 2 - 3 (25-20) (25-22) (21-25) (11-25) (13-15) | 茂原アルカス （1勝5敗） | 神戸市総合運動公園体育館（グリーンアリーナ神戸） 観客数: 3,500人 主審: 芦田光巨 副審: 冨田博一 |
| #525 | 2003年12月21日 13:00 |                           |                                               |                         | 神戸市総合運動公園体育館（グリーンアリーナ神戸） 観客数: 3,500人 主審: 芦田光巨 副審: 冨田博一 |

| #526 | 2003年12月21日 15:25 |                           |                                               |                                 |                                                                                                |
| #526 | 2003年12月21日 15:25 | 武富士バンブー （2勝3敗） | 3 - 2 (25-16) (20-25) (25-19) (21-25) (15-13) | 久光製薬スプリングス （5勝1敗） | 神戸市総合運動公園体育館（グリーンアリーナ神戸） 観客数: 3,800人 主審: 代居正巳 副審: 森岡伸次 |
| #526 | 2003年12月21日 15:25 |                           |                                               |                                 | 神戸市総合運動公園体育館（グリーンアリーナ神戸） 観客数: 3,800人 主審: 代居正巳 副審: 森岡伸次 |

| #527 | 2003年12月21日 13:00 |                           |                                               |                               |                                                                |
| #527 | 2003年12月21日 13:00 | 東レ・アローズ （4勝1敗） | 3 - 2 (25-23) (21-25) (20-25) (25-17) (20-18) | 日立佐和リヴァーレ （2勝4敗） | 三島市民体育館 観客数: 1,000人 主審: 佐々木克之 副審: 浅見靖人 |
| #527 | 2003年12月21日 13:00 |                           |                                               |                               | 三島市民体育館 観客数: 1,000人 主審: 佐々木克之 副審: 浅見靖人 |

#### 12月25日
| #528 | 2003年12月25日 16:00 |                                 |                               |                           |                                                              |
| #528 | 2003年12月25日 16:00 | 久光製薬スプリングス （6勝1敗） | 3 - 0 (25-18) (26-24) (25-22) | JTマーヴェラス （2勝5敗） | 大阪市中央体育館 観客数: 4,200人 主審: 田野敏彦 副審: 江下毅 |
| #528 | 2003年12月25日 16:00 |                                 |                               |                           | 大阪市中央体育館 観客数: 4,200人 主審: 田野敏彦 副審: 江下毅 |

#### 12月27日
| #529 | 2003年12月27日 13:03 |                                       |                                       |                              |                                                                            |
| #529 | 2003年12月27日 13:03 | パイオニアレッドウィングス （3勝3敗） | 1 - 3 (29-31) (25-22) (24-26) (23-25) | NECレッドロケッツ （4勝2敗） | 山形市総合スポーツセンター 観客数: 6,300人 主審: 村上成司 副審: 阿部広太郎 |
| #529 | 2003年12月27日 13:03 |                                       |                                       |                              | 山形市総合スポーツセンター 観客数: 6,300人 主審: 村上成司 副審: 阿部広太郎 |

| #530 | 2003年12月27日 15:25 |                                     |                                       |                               |                                                                          |
| #530 | 2003年12月27日 15:25 | デンソー・エアリービーズ （3勝3敗） | 3 - 1 (25-14) (15-25) (31-29) (25-18) | 日立佐和リヴァーレ （2勝5敗） | 山形市総合スポーツセンター 観客数: 2,500人 主審: 佐々木克之 副審: 斎藤篤 |
| #530 | 2003年12月27日 15:25 |                                     |                                       |                               | 山形市総合スポーツセンター 観客数: 2,500人 主審: 佐々木克之 副審: 斎藤篤 |

| #531 | 2003年12月27日 14:00 |                           |                               |                           |                                                                                          |
| #531 | 2003年12月27日 14:00 | 東レ・アローズ （5勝1敗） | 3 - 0 (25-14) (25-16) (25-20) | 武富士バンブー （2勝4敗） | 福山市緑町公園屋内競技場（ローズアリーナ） 観客数: 2,500人 主審: 石井洋壮 副審: 横山寿一 |
| #531 | 2003年12月27日 14:00 |                           |                               |                           | 福山市緑町公園屋内競技場（ローズアリーナ） 観客数: 2,500人 主審: 石井洋壮 副審: 横山寿一 |

| #532 | 2003年12月27日 14:00 |                         |                                               |                       |                                                                      |
| #532 | 2003年12月27日 14:00 | 茂原アルカス （2勝5敗） | 3 - 2 (22-25) (25-21) (19-25) (25-22) (15-12) | シーガルズ （3勝3敗） | 水島緑地福田公園体育館 観客数: 1,100人 主審: 冨田博一 副審: 山本浩之 |
| #532 | 2003年12月27日 14:00 |                         |                                               |                       | 水島緑地福田公園体育館 観客数: 1,100人 主審: 冨田博一 副審: 山本浩之 |

#### 12月28日
| #533 | 2003年12月28日 13:00 |                                     |                               |                                       |                                                                              |
| #533 | 2003年12月28日 13:00 | デンソー・エアリービーズ （3勝4敗） | 0 - 3 (20-25) (21-25) (22-25) | パイオニアレッドウィングス （4勝3敗） | 山形市総合スポーツセンター 観客数: 5,130人 主審: 佐々木克之 副審: 阿部広太郎 |
| #533 | 2003年12月28日 13:00 |                                     |                               |                                       | 山形市総合スポーツセンター 観客数: 5,130人 主審: 佐々木克之 副審: 阿部広太郎 |

| #534 | 2003年12月28日 15:00 |                               |                               |                              |                                                                        |
| #534 | 2003年12月28日 15:00 | 日立佐和リヴァーレ （2勝6敗） | 0 - 3 (18-25) (31-33) (13-25) | NECレッドロケッツ （5勝2敗） | 山形市総合スポーツセンター 観客数: 4,500人 主審: 斎藤篤 副審: 村上成司 |
| #534 | 2003年12月28日 15:00 |                               |                               |                              | 山形市総合スポーツセンター 観客数: 4,500人 主審: 斎藤篤 副審: 村上成司 |

| #535 | 2003年12月28日 13:00 |                         |                               |                           |                                                                                          |
| #535 | 2003年12月28日 13:00 | 茂原アルカス （3勝5敗） | 3 - 0 (25-23) (25-22) (31-29) | 武富士バンブー （2勝5敗） | 福山市緑町公園屋内競技場（ローズアリーナ） 観客数: 2,700人 主審: 石井洋壮 副審: 横山寿一 |
| #535 | 2003年12月28日 13:00 |                         |                               |                           | 福山市緑町公園屋内競技場（ローズアリーナ） 観客数: 2,700人 主審: 石井洋壮 副審: 横山寿一 |

| #536 | 2003年12月28日 13:00 |                           |                       |                       |                                                            |
| #536 | 2003年12月28日 13:00 | 東レ・アローズ （6勝1敗） | 3 - 0 (25-18) (25-22) | シーガルズ （3勝4敗） | 岡山県体育館 観客数: 2,000人 主審: 冨田博一 副審: 室貴由輝 |
| #536 | 2003年12月28日 13:00 |                           |                       |                       | 岡山県体育館 観客数: 2,000人 主審: 冨田博一 副審: 室貴由輝 |

#### 1月10日
| #537 | 2004年1月10日 13:05 |                           |                                       |                                 |                                                              |
| #537 | 2004年1月10日 13:05 | 東レ・アローズ （6勝2敗） | 2 - 3 (23-25) (25-23) (25-21) (18-20) | 久光製薬スプリングス （7勝1敗） | 佐賀県総合体育館 観客数: 3,665人 主審: 塚本健 副審: 溝口正勝 |
| #537 | 2004年1月10日 13:05 |                           |                                       |                                 | 佐賀県総合体育館 観客数: 3,665人 主審: 塚本健 副審: 溝口正勝 |

| #538 | 2004年1月10日 15:50 |                                       |                               |                           |                                                                |
| #538 | 2004年1月10日 15:50 | パイオニアレッドウィングス （5勝3敗） | 3 - 0 (25-17) (25-21) (25-15) | JTマーヴェラス （2勝6敗） | 佐賀県総合体育館 観客数: 3,665人 主審: 代居正巳 副審: 中馬義郎 |
| #538 | 2004年1月10日 15:50 |                                       |                               |                           | 佐賀県総合体育館 観客数: 3,665人 主審: 代居正巳 副審: 中馬義郎 |

| #539 | 2004年1月10日 14:00 |                       |                                       |                              |                                                            |
| #539 | 2004年1月10日 14:00 | シーガルズ （4勝4敗） | 3 - 1 (25-17) (20-25) (25-16) (25-19) | NECレッドロケッツ （5勝3敗） | 鈴鹿市立体育館 観客数: 3,400人 主審: 石井洋壮 副審: 秦伸吾 |
| #539 | 2004年1月10日 14:00 |                       |                                       |                              | 鈴鹿市立体育館 観客数: 3,400人 主審: 石井洋壮 副審: 秦伸吾 |

| #540 | 2004年1月10日 16:10 |                                     |                                       |                           |                                                              |
| #540 | 2004年1月10日 16:10 | デンソー・エアリービーズ （4勝4敗） | 3 - 1 (23-25) (25-19) (25-22) (25-17) | 武富士バンブー （2勝6敗） | 鈴鹿市立体育館 観客数: 3,613人 主審: 山田道人 副審: 三浦孝文 |
| #540 | 2004年1月10日 16:10 |                                     |                                       |                           | 鈴鹿市立体育館 観客数: 3,613人 主審: 山田道人 副審: 三浦孝文 |

#### 1月11日
| #541 | 2004年1月11日 13:00 |                                 |                               |                                       |                                                                |
| #541 | 2004年1月11日 13:00 | 久光製薬スプリングス （7勝2敗） | 0 - 3 (19-25) (22-25) (21-25) | パイオニアレッドウィングス （6勝3敗） | 佐賀県総合体育館 観客数: 3,600人 主審: 中馬義郎 副審: 代居正巳 |
| #541 | 2004年1月11日 13:00 |                                 |                               |                                       | 佐賀県総合体育館 観客数: 3,600人 主審: 中馬義郎 副審: 代居正巳 |

| #542 | 2004年1月11日 15:00 |                           |                               |                           |                                                              |
| #542 | 2004年1月11日 15:00 | JTマーヴェラス （2勝7敗） | 0 - 3 (20-25) (23-25) (17-25) | 東レ・アローズ （7勝2敗） | 佐賀県総合体育館 観客数: 3,600人 主審: 塚本健 副審: 溝口正勝 |
| #542 | 2004年1月11日 15:00 |                           |                               |                           | 佐賀県総合体育館 観客数: 3,600人 主審: 塚本健 副審: 溝口正勝 |

| #543 | 2004年1月11日 13:00 |                       |                                               |                                     |                                                              |
| #543 | 2004年1月11日 13:00 | シーガルズ （4勝5敗） | 2 - 3 (14-25) (22-25) (25-18) (28-26) (13-15) | デンソー・エアリービーズ （5勝4敗） | 関市総合体育館 観客数: 2,300人 主審: 山田道人 副審: 小林健夫 |
| #543 | 2004年1月11日 13:00 |                       |                                               |                                     | 関市総合体育館 観客数: 2,300人 主審: 山田道人 副審: 小林健夫 |

| #544 | 2004年1月11日 15:40 |                              |                                       |                           |                                                              |
| #544 | 2004年1月11日 15:40 | NECレッドロケッツ （6勝3敗） | 3 - 1 (25-21) (25-10) (22-25) (25-19) | 武富士バンブー （2勝7敗） | 関市総合体育館 観客数: 2,300人 主審: 石井洋壮 副審: 高橋弘二 |
| #544 | 2004年1月11日 15:40 |                              |                                       |                           | 関市総合体育館 観客数: 2,300人 主審: 石井洋壮 副審: 高橋弘二 |

#### 1月12日
| #545 | 2004年1月12日 13:00 |                         |                                       |                               |                                                                  |
| #545 | 2004年1月12日 13:00 | 茂原アルカス （3勝6敗） | 1 - 3 (23-25) (25-18) (20-25) (23-25) | 日立佐和リヴァーレ （3勝6敗） | 西部総合公園体育館 観客数: 1,484人 主審: 大塚達也 副審: 神林清松 |
| #545 | 2004年1月12日 13:00 |                         |                                       |                               | 西部総合公園体育館 観客数: 1,484人 主審: 大塚達也 副審: 神林清松 |

#### 1Legの結果
| 順位 | チーム名                   | 試合数 | 勝数 | 敗数 | 勝率  | 備考           |
| ---- | -------------------------- | ------ | ---- | ---- | ----- | -------------- |
| 1    | 東レ・アローズ             | 9      | 7    | 2    | 0.778 | セット率 2.000 |
| 2    | 久光製薬スプリングス       | 9      | 7    | 2    | 0.778 | セット率 1.917 |
| 3    | パイオニアレッドウィングス | 9      | 6    | 3    | 0.667 | セット率 1.833 |
| 4    | NECレッドロケッツ          | 9      | 6    | 3    | 0.667 | セット率 1.750 |
| 5    | デンソー・エアリービーズ   | 9      | 5    | 4    | 0.556 |                |
| 6    | シーガルズ                 | 9      | 4    | 5    | 0.444 |                |
| 7    | 茂原アルカス               | 9      | 3    | 6    | 0.333 | セット率 0.682 |
| 8    | 日立佐和リヴァーレ         | 9      | 3    | 6    | 0.333 | セット率 0.591 |
| 9    | 武富士バンブー             | 9      | 2    | 7    | 0.222 | セット率 0.440 |
| 10   | JTマーヴェラス             | 9      | 2    | 7    | 0.222 | セット率 0.409 |

### 2Leg

#### 1月17日
| #546 | 2004年1月17日 14:00 |                           |                                              |                         |                                                              |
| #546 | 2004年1月17日 14:00 | 東レ・アローズ （8勝2敗） | 3 - 2 (25-19) (21-25) (18-25) (25-19) (15-9) | 茂原アルカス （3勝7敗） | 滋賀県立体育館 観客数: 2,140人 主審: 三見洋子 副審: 大依孝至 |
| #546 | 2004年1月17日 14:00 |                           |                                              |                         | 滋賀県立体育館 観客数: 2,140人 主審: 三見洋子 副審: 大依孝至 |

| #547 | 2004年1月17日 14:00 |                               |                                               |                           |                                                                |
| #547 | 2004年1月17日 14:00 | 日立佐和リヴァーレ （4勝6敗） | 3 - 2 (25-23) (25-18) (20-25) (22-25) (15-11) | 武富士バンブー （2勝8敗） | 光市総合体育館 観客数: 1,200人 主審: 冨田博一 副審: 松本富士雄 |
| #547 | 2004年1月17日 14:00 |                               |                                               |                           | 光市総合体育館 観客数: 1,200人 主審: 冨田博一 副審: 松本富士雄 |

| #548 | 2004年1月17日 16:40 |                       |                               |                                       |                                                              |
| #548 | 2004年1月17日 16:40 | シーガルズ （4勝6敗） | 0 - 3 (20-25) (18-25) (15-25) | パイオニアレッドウィングス （7勝3敗） | 光市総合体育館 観客数: 1,400人 主審: 田野昭彦 副審: 石井洋壮 |
| #548 | 2004年1月17日 16:40 |                       |                               |                                       | 光市総合体育館 観客数: 1,400人 主審: 田野昭彦 副審: 石井洋壮 |

| #549 | 2004年1月17日 13:00 |                                 |                                               |                              |                                                              |
| #549 | 2004年1月17日 13:00 | 久光製薬スプリングス （8勝2敗） | 3 - 2 (25-22) (19-25) (25-19) (19-25) (15-13) | NECレッドロケッツ （6勝4敗） | 大牟田市民体育館 観客数: 3,260人 主審: 塚本健 副審: 代居正巳 |
| #549 | 2004年1月17日 13:00 |                                 |                                               |                              | 大牟田市民体育館 観客数: 3,260人 主審: 塚本健 副審: 代居正巳 |

| #550 | 2004年1月17日 15:35 |                                     |                               |                           |                                                                |
| #550 | 2004年1月17日 15:35 | デンソー・エアリービーズ （5勝5敗） | 0 - 3 (23-25) (25-27) (13-25) | JTマーヴェラス （3勝7敗） | 大牟田市民体育館 観客数: 3,260人 主審: 中馬義郎 副審: 須藤義宏 |
| #550 | 2004年1月17日 15:35 |                                     |                               |                           | 大牟田市民体育館 観客数: 3,260人 主審: 中馬義郎 副審: 須藤義宏 |

#### 1月18日
| #551 | 2004年1月18日 13:00 |                               |                                       |                                       |                                                                            |
| #551 | 2004年1月18日 13:00 | 日立佐和リヴァーレ （4勝7敗） | 1 - 3 (18-25) (25-18) (24-26) (12-25) | パイオニアレッドウィングス （8勝3敗） | 山口県スポーツ文化センター 観客数: 2,000人 主審: 石井洋壮 副審: 松本富士雄 |
| #551 | 2004年1月18日 13:00 |                               |                                       |                                       | 山口県スポーツ文化センター 観客数: 2,000人 主審: 石井洋壮 副審: 松本富士雄 |

| #552 | 2004年1月18日 15:15 |                       |                               |                           |                                                                          |
| #552 | 2004年1月18日 15:15 | シーガルズ （5勝6敗） | 3 - 0 (25-12) (25-18) (25-15) | 武富士バンブー （2勝9敗） | 山口県スポーツ文化センター 観客数: 2,000人 主審: 田野昭彦 副審: 冨田博一 |
| #552 | 2004年1月18日 15:15 |                       |                               |                           | 山口県スポーツ文化センター 観客数: 2,000人 主審: 田野昭彦 副審: 冨田博一 |

| #553 | 2004年1月18日 13:00 |                           |                               |                              |                                                            |
| #553 | 2004年1月18日 13:00 | JTマーヴェラス （3勝8敗） | 0 - 3 (21-25) (16-25) (22-25) | NECレッドロケッツ （7勝4敗） | 直方市体育館 観客数: 2,029人 主審: 中馬義郎 副審: 須藤義宏 |
| #553 | 2004年1月18日 13:00 |                           |                               |                              | 直方市体育館 観客数: 2,029人 主審: 中馬義郎 副審: 須藤義宏 |

| #554 | 2004年1月18日 15:00 |                                 |                                               |                                     |                                                          |
| #554 | 2004年1月18日 15:00 | 久光製薬スプリングス （9勝2敗） | 3 - 2 (27-25) (25-17) (18-25) (17-25) (15-10) | デンソー・エアリービーズ （5勝6敗） | 直方市体育館 観客数: 2,029人 主審: 代居正巳 副審: 塚本健 |
| #554 | 2004年1月18日 15:00 |                                 |                                               |                                     | 直方市体育館 観客数: 2,029人 主審: 代居正巳 副審: 塚本健 |

#### 1月24日
| #555 | 2004年1月24日 14:00 |                              |                                       |                         |                                                            |
| #555 | 2004年1月24日 14:00 | NECレッドロケッツ （8勝4敗） | 3 - 1 (25-19) (25-21) (22-25) (25-19) | 茂原アルカス （3勝8敗） | 刈谷市体育館 観客数: 2,300人 主審: 高橋憲太郎 副審: 大下孝 |
| #555 | 2004年1月24日 14:00 |                              |                                       |                         | 刈谷市体育館 観客数: 2,300人 主審: 高橋憲太郎 副審: 大下孝 |

| #556 | 2004年1月24日 16:15 |                                     |                               |                           |                                                            |
| #556 | 2004年1月24日 16:15 | デンソー・エアリービーズ （5勝7敗） | 0 - 3 (18-25) (22-25) (23-25) | 東レ・アローズ （9勝2敗） | 刈谷市体育館 観客数: 2,100人 主審: 田中昭彦 副審: 三見洋子 |
| #556 | 2004年1月24日 16:15 |                                     |                               |                           | 刈谷市体育館 観客数: 2,100人 主審: 田中昭彦 副審: 三見洋子 |

| #557 | 2004年1月24日 14:00 |                               |                                       |                                  |                                                                      |
| #557 | 2004年1月24日 14:00 | 日立佐和リヴァーレ （4勝8敗） | 1 - 3 (25-20) (17-25) (16-25) (19-25) | 久光製薬スプリングス （10勝2敗） | 海老名運動公園総合体育館 観客数: 1,300人 主審: 勝又正 副審: 土佐和樹 |
| #557 | 2004年1月24日 14:00 |                               |                                       |                                  | 海老名運動公園総合体育館 観客数: 1,300人 主審: 勝又正 副審: 土佐和樹 |

| #558 | 2004年1月24日 16:10 |                           |                                       |                       |                                                                        |
| #558 | 2004年1月24日 16:10 | JTマーヴェラス （4勝8敗） | 3 - 1 (18-25) (29-27) (27-25) (25-22) | シーガルズ （5勝7敗） | 海老名運動公園総合体育館 観客数: 1,600人 主審: 大塚達也 副審: 田代英明 |
| #558 | 2004年1月24日 16:10 |                           |                                       |                       | 海老名運動公園総合体育館 観客数: 1,600人 主審: 大塚達也 副審: 田代英明 |

#### 1月25日
| #559 | 2004年1月25日 13:00 |                           |                               |                              |                                                                  |
| #559 | 2004年1月25日 13:00 | 東レ・アローズ （9勝3敗） | 0 - 3 (14-25) (22-25) (19-25) | NECレッドロケッツ （9勝4敗） | 春日井市総合体育館 観客数: 3,200人 主審: 高橋憲太郎 副審: 舘健一 |
| #559 | 2004年1月25日 13:00 |                           |                               |                              | 春日井市総合体育館 観客数: 3,200人 主審: 高橋憲太郎 副審: 舘健一 |

| #560 | 2004年1月25日 15:00 |                         |                               |                                     |                                                                  |
| #560 | 2004年1月25日 15:00 | 茂原アルカス （4勝8敗） | 3 - 0 (26-24) (25-20) (25-17) | デンソー・エアリービーズ （5勝8敗） | 春日井市総合体育館 観客数: 3,000人 主審: 三見洋子 副審: 田中昭彦 |
| #560 | 2004年1月25日 15:00 |                         |                               |                                     | 春日井市総合体育館 観客数: 3,000人 主審: 三見洋子 副審: 田中昭彦 |

| #561 | 2004年1月25日 13:00 |                       |                               |                                  |                                                                    |
| #561 | 2004年1月25日 13:00 | シーガルズ （6勝7敗） | 3 - 0 (25-21) (28-26) (31-29) | 久光製薬スプリングス （10勝3敗） | 小瀬スポーツ公園体育館 観客数: 2,301人 主審: 勝又正 副審: 田代英明 |
| #561 | 2004年1月25日 13:00 |                       |                               |                                  | 小瀬スポーツ公園体育館 観客数: 2,301人 主審: 勝又正 副審: 田代英明 |

| #562 | 2004年1月25日 15:00 |                           |                               |                               |                                                                      |
| #562 | 2004年1月25日 15:00 | JTマーヴェラス （5勝8敗） | 3 - 0 (25-17) (26-24) (25-20) | 日立佐和リヴァーレ （4勝9敗） | 小瀬スポーツ公園体育館 観客数: 2,385人 主審: 大塚達也 副審: 大澤正弘 |
| #562 | 2004年1月25日 15:00 |                           |                               |                               | 小瀬スポーツ公園体育館 観客数: 2,385人 主審: 大塚達也 副審: 大澤正弘 |

| #563 | 2004年1月25日 13:00 |                                       |                               |                            |                                                                      |
| #563 | 2004年1月25日 13:00 | パイオニアレッドウィングス （9勝3敗） | 3 - 0 (25-13) (28-26) (25-19) | 武富士バンブー （2勝10敗） | 天童市スポーツセンター 観客数: 2,460人 主審: 佐々木克之 副審: 斎藤篤 |
| #563 | 2004年1月25日 13:00 |                                       |                               |                            | 天童市スポーツセンター 観客数: 2,460人 主審: 佐々木克之 副審: 斎藤篤 |

#### 1月31日
| #564 | 2004年1月31日 15:02 |                                  |                                               |                           |                                                                            |
| #564 | 2004年1月31日 15:02 | 久光製薬スプリングス （11勝3敗） | 3 - 2 (18-25) (26-24) (22-25) (25-17) (15-12) | JTマーヴェラス （5勝9敗） | 小野市総合体育館（アルゴ） 観客数: 1,200人 主審: 高橋憲太郎 副審: 森岡伸次 |
| #564 | 2004年1月31日 15:02 |                                  |                                               |                           | 小野市総合体育館（アルゴ） 観客数: 1,200人 主審: 高橋憲太郎 副審: 森岡伸次 |

| #565 | 2004年1月31日 13:00 |                                        |                                       |                              |                                                              |
| #565 | 2004年1月31日 13:00 | パイオニアレッドウィングス （10勝3敗） | 3 - 1 (25-20) (25-21) (22-25) (25-20) | NECレッドロケッツ （9勝5敗） | 日田市総合体育館 観客数: 2,000人 主審: 伊藤博之 副審: 塚本健 |
| #565 | 2004年1月31日 13:00 |                                        |                                       |                              | 日田市総合体育館 観客数: 2,000人 主審: 伊藤博之 副審: 塚本健 |

| #566 | 2004年1月31日 15:20 |                                     |                               |                                |                                                                |
| #566 | 2004年1月31日 15:20 | デンソー・エアリービーズ （6勝8敗） | 3 - 0 (25-17) (25-16) (25-23) | 日立佐和リヴァーレ （4勝10敗） | 日田市総合体育館 観客数: 2,000人 主審: 代居正巳 副審: 寺島数秀 |
| #566 | 2004年1月31日 15:20 |                                     |                               |                                | 日田市総合体育館 観客数: 2,000人 主審: 代居正巳 副審: 寺島数秀 |

| #567 | 2004年1月31日 13:00 |                         |                               |                       |                                                            |
| #567 | 2004年1月31日 13:00 | 茂原アルカス （4勝9敗） | 0 - 3 (14-25) (21-25) (28-30) | シーガルズ （7勝7敗） | 愛媛県武道館 観客数: 2,500人 主審: 田野敏彦 副審: 樋野慎平 |
| #567 | 2004年1月31日 13:00 |                         |                               |                       | 愛媛県武道館 観客数: 2,500人 主審: 田野敏彦 副審: 樋野慎平 |

| #568 | 2004年1月31日 15:00 |                            |                               |                            |                                                            |
| #568 | 2004年1月31日 15:00 | 東レ・アローズ （10勝3敗） | 3 - 0 (29-27) (27-25) (26-24) | 武富士バンブー （2勝11敗） | 愛媛県武道館 観客数: 2,500人 主審: 小林朝実 副審: 萱原恭弘 |
| #568 | 2004年1月31日 15:00 |                            |                               |                            | 愛媛県武道館 観客数: 2,500人 主審: 小林朝実 副審: 萱原恭弘 |

#### 2月1日
| #569 | 2004年2月1日 12:00 |                                     |                       |                                        |                                                                                |
| #569 | 2004年2月1日 12:00 | デンソー・エアリービーズ （6勝9敗） | 0 - 3 (22-25) (23-25) | パイオニアレッドウィングス （11勝3敗） | 別府総合体育館（べっぷアリーナ） 観客数: 3,477人 主審: 伊藤博之 副審: 代居正巳 |
| #569 | 2004年2月1日 12:00 |                                     |                       |                                        | 別府総合体育館（べっぷアリーナ） 観客数: 3,477人 主審: 伊藤博之 副審: 代居正巳 |

| #570 | 2004年2月1日 14:00 |                              |                               |                                |                                                                              |
| #570 | 2004年2月1日 14:00 | NECレッドロケッツ （9勝6敗） | 0 - 3 (23-25) (22-25) (16-25) | 日立佐和リヴァーレ （5勝10敗） | 別府総合体育館（べっぷアリーナ） 観客数: 3,777人 主審: 塚本健 副審: 寺島数秀 |
| #570 | 2004年2月1日 14:00 |                              |                               |                                | 別府総合体育館（べっぷアリーナ） 観客数: 3,777人 主審: 塚本健 副審: 寺島数秀 |

| #571 | 2004年2月1日 13:00 |                            |                               |                          |                                                            |
| #571 | 2004年2月1日 13:00 | 武富士バンブー （3勝11敗） | 3 - 0 (25-22) (27-25) (25-15) | 茂原アルカス （4勝10敗） | 愛媛県武道館 観客数: 2,700人 主審: 田野敏彦 副審: 長井成明 |
| #571 | 2004年2月1日 13:00 |                            |                               |                          | 愛媛県武道館 観客数: 2,700人 主審: 田野敏彦 副審: 長井成明 |

| #572 | 2004年2月1日 15:02 |                            |                                       |                       |                                                            |
| #572 | 2004年2月1日 15:02 | 東レ・アローズ （10勝4敗） | 1 - 3 (25-17) (16-25) (15-25) (21-25) | シーガルズ （8勝7敗） | 愛媛県武道館 観客数: 2,700人 主審: 小林朝実 副審: 萱原恭弘 |
| #572 | 2004年2月1日 15:02 |                            |                                       |                       | 愛媛県武道館 観客数: 2,700人 主審: 小林朝実 副審: 萱原恭弘 |

#### 2月7日
| #573 | 2004年2月7日 14:00 |                            |                                       |                                      |                                                                                              |
| #573 | 2004年2月7日 14:00 | 武富士バンブー （4勝11敗） | 3 - 1 (23-25) (25-18) (27-25) (25-20) | デンソー・エアリービーズ （6勝10敗） | 総社市スポーツセンター体育館（きびじアリーナ） 観客数: 1,300人 主審: 石井洋壮 副審: 織本昌朗 |
| #573 | 2004年2月7日 14:00 |                            |                                       |                                      | 総社市スポーツセンター体育館（きびじアリーナ） 観客数: 1,300人 主審: 石井洋壮 副審: 織本昌朗 |

| #574 | 2004年2月7日 16:25 |                               |                                       |                       |                                                                                              |
| #574 | 2004年2月7日 16:25 | NECレッドロケッツ （10勝6敗） | 3 - 1 (25-22) (18-25) (25-14) (25-23) | シーガルズ （8勝8敗） | 総社市スポーツセンター体育館（きびじアリーナ） 観客数: 1,800人 主審: 田野昭彦 副審: 大塚春夫 |
| #574 | 2004年2月7日 16:25 |                               |                                       |                       | 総社市スポーツセンター体育館（きびじアリーナ） 観客数: 1,800人 主審: 田野昭彦 副審: 大塚春夫 |

| #575 | 2004年2月7日 13:05 |                            |                                              |                                  | |
| #575 | 2004年2月7日 13:05 | 東レ・アローズ （11勝4敗） | 3 - 2 (22-25) (23-25) (27-25) (26-24) (15-8) | 久光製薬スプリングス （11勝4敗） | 大阪府立門真スポーツセンター（なみはやドーム・サブアリーナ） 観客数: 2,700人 主審: 伊藤博之 副審: 江下毅 |
| #575 | 2004年2月7日 13:05 |                            |                                              |                                  | 大阪府立門真スポーツセンター（なみはやドーム・サブアリーナ） 観客数: 2,700人 主審: 伊藤博之 副審: 江下毅 |

| #576 | 2004年2月7日 15:57 |                                        |                               |                            | |
| #576 | 2004年2月7日 15:57 | パイオニアレッドウィングス （12勝3敗） | 3 - 0 (29-27) (25-22) (25-23) | JTマーヴェラス （5勝10敗） | 大阪府立門真スポーツセンター（なみはやドーム・サブアリーナ） 観客数: 2,800人 主審: 田野敏彦 副審: 三見洋子 |
| #576 | 2004年2月7日 15:57 |                                        |                               |                            | 大阪府立門真スポーツセンター（なみはやドーム・サブアリーナ） 観客数: 2,800人 主審: 田野敏彦 副審: 三見洋子 |

#### 2月8日
| #577 | 2004年2月8日 13:07 |                            |                                       |                               |                                                                            |
| #577 | 2004年2月8日 13:07 | 武富士バンブー （4勝12敗） | 1 - 3 (27-25) (22-25) (20-25) (13-25) | NECレッドロケッツ （11勝6敗） | 山陽ふれあい公園内総合体育館 観客数: 1,400人 主審: 田野昭彦 副審: 織本昌朗 |
| #577 | 2004年2月8日 13:07 |                            |                                       |                               | 山陽ふれあい公園内総合体育館 観客数: 1,400人 主審: 田野昭彦 副審: 織本昌朗 |

| #578 | 2004年2月8日 15:20 |                                      |                                       |                       |                                                                            |
| #578 | 2004年2月8日 15:20 | デンソー・エアリービーズ （6勝11敗） | 1 - 3 (19-25) (25-21) (26-28) (17-25) | シーガルズ （9勝8敗） | 山陽ふれあい公園内総合体育館 観客数: 1,500人 主審: 石井洋壮 副審: 大塚春夫 |
| #578 | 2004年2月8日 15:20 |                                      |                                       |                       | 山陽ふれあい公園内総合体育館 観客数: 1,500人 主審: 石井洋壮 副審: 大塚春夫 |

| #579 | 2004年2月8日 13:05 |                            |                               |                            | |
| #579 | 2004年2月8日 13:05 | 東レ・アローズ （12勝4敗） | 3 - 0 (25-21) (25-19) (26-24) | JTマーヴェラス （5勝11敗） | 大阪府立門真スポーツセンター（なみはやドーム・サブアリーナ） 観客数: 2,900人 主審: 三見洋子 副審: 江下毅 |
| #579 | 2004年2月8日 13:05 |                            |                               |                            | 大阪府立門真スポーツセンター（なみはやドーム・サブアリーナ） 観客数: 2,900人 主審: 三見洋子 副審: 江下毅 |

| #580 | 2004年2月8日 15:10 |                                        |                                               |                                  | |
| #580 | 2004年2月8日 15:10 | パイオニアレッドウィングス （13勝3敗） | 3 - 2 (15-25) (25-20) (26-24) (20-25) (20-18) | 久光製薬スプリングス （11勝5敗） | 大阪府立門真スポーツセンター（なみはやドーム・サブアリーナ） 観客数: 2,900人 主審: 伊藤博之 副審: 寺口克彦 |
| #580 | 2004年2月8日 15:10 |                                        |                                               |                                  | 大阪府立門真スポーツセンター（なみはやドーム・サブアリーナ） 観客数: 2,900人 主審: 伊藤博之 副審: 寺口克彦 |

#### 2月11日
| #581 | 2004年2月11日 13:00 |                            |                                               |                            |                                                                |
| #581 | 2004年2月11日 13:00 | JTマーヴェラス （5勝12敗） | 2 - 3 (25-20) (32-30) (25-27) (21-25) (14-16) | 武富士バンブー （5勝12敗） | 町田市立総合体育館 観客数: 1,855人 主審: 冨田満 副審: 七澤公仁 |
| #581 | 2004年2月11日 13:00 |                            |                                               |                            | 町田市立総合体育館 観客数: 1,855人 主審: 冨田満 副審: 七澤公仁 |

| #582 | 2004年2月11日 13:00 |                                |                                       |                        |                                                                                |
| #582 | 2004年2月11日 13:00 | 日立佐和リヴァーレ （5勝11敗） | 1 - 3 (19-25) (26-28) (25-22) (19-25) | シーガルズ （10勝8敗） | 船橋市総合体育館（船橋アリーナ） 観客数: 2,601人 主審: 大塚達也 副審: 田中昭彦 |
| #582 | 2004年2月11日 13:00 |                                |                                       |                        | 船橋市総合体育館（船橋アリーナ） 観客数: 2,601人 主審: 大塚達也 副審: 田中昭彦 |

| #583 | 2004年2月11日 15:27 |                          |                                       |                                  |                                                                          |
| #583 | 2004年2月11日 15:27 | 茂原アルカス （4勝11敗） | 1 - 3 (19-25) (11-25) (25-14) (23-25) | 久光製薬スプリングス （12勝5敗） | 船橋市総合体育館（船橋アリーナ） 観客数: 2,601人 主審: 小柴滋 副審: 坪誠 |
| #583 | 2004年2月11日 15:27 |                          |                                       |                                  | 船橋市総合体育館（船橋アリーナ） 観客数: 2,601人 主審: 小柴滋 副審: 坪誠 |

#### 2月12日
| #584 | 2004年2月12日 18:00 |                          |                                              |                            |                                                                  |
| #584 | 2004年2月12日 18:00 | 茂原アルカス （4勝12敗） | 2 - 3 (25-22) (25-16) (19-25) (17-25) (8-15) | JTマーヴェラス （6勝12敗） | 町田市立総合体育館 観客数: 1,234人 主審: 山田道人 副審: 及川千春 |
| #584 | 2004年2月12日 18:00 |                          |                                              |                            | 町田市立総合体育館 観客数: 1,234人 主審: 山田道人 副審: 及川千春 |

#### 2月13日
| #585 | 2004年2月13日 18:00 |                            |                               |                                |                                                                  |
| #585 | 2004年2月13日 18:00 | 東レ・アローズ （12勝5敗） | 1 - 3 (25-22) (22-25) (21-25) | 日立佐和リヴァーレ （6勝11敗） | 町田市立総合体育館 観客数: 1,844人 主審: 田中昭彦 副審: 山田道人 |
| #585 | 2004年2月13日 18:00 |                            |                               |                                | 町田市立総合体育館 観客数: 1,844人 主審: 田中昭彦 副審: 山田道人 |

#### 2月14日
| #586 | 2004年2月14日 13:07 |                                      |                                       |                               |                                                                  |
| #586 | 2004年2月14日 13:07 | デンソー・エアリービーズ （6勝12敗） | 1 - 3 (23-25) (25-19) (22-25) (18-25) | NECレッドロケッツ （12勝6敗） | 町田市立総合体育館 観客数: 3,244人 主審: 小林朝実 副審: 饗庭和恵 |
| #586 | 2004年2月14日 13:07 |                                      |                                       |                               | 町田市立総合体育館 観客数: 3,244人 主審: 小林朝実 副審: 饗庭和恵 |

| #587 | 2004年2月14日 14:00 |                            |                                               |                                        |                                                                      |
| #587 | 2004年2月14日 14:00 | 東レ・アローズ （13勝5敗） | 3 - 2 (25-23) (25-21) (15-25) (25-27) (16-14) | パイオニアレッドウィングス （13勝4敗） | ひたちなか市総合体育館 観客数: 2,300人 主審: 利根川忠史 副審: 冨田満 |
| #587 | 2004年2月14日 14:00 |                            |                                               |                                        | ひたちなか市総合体育館 観客数: 2,300人 主審: 利根川忠史 副審: 冨田満 |

| #588 | 2004年2月14日 16:42 |                          |                                       |                                |                                                                    |
| #588 | 2004年2月14日 16:42 | 茂原アルカス （4勝13敗） | 1 - 3 (21-25) (25-18) (21-25) (16-25) | 日立佐和リヴァーレ （7勝11敗） | ひたちなか市総合体育館 観客数: 1,800人 主審: 小柴滋 副審: 鈴木慎司 |
| #588 | 2004年2月14日 16:42 |                          |                                       |                                | ひたちなか市総合体育館 観客数: 1,800人 主審: 小柴滋 副審: 鈴木慎司 |

#### 2月15日
| #589 | 2004年2月15日 13:00 |                                        |                               |                          |                                                                                    |
| #589 | 2004年2月15日 13:00 | パイオニアレッドウィングス （14勝4敗） | 3 - 0 (25-18) (25-19) (25-23) | 茂原アルカス （4勝14敗） | 草加市スポーツ健康都市記念体育館 観客数: 2,734人 主審: 利根川忠史 副審: 小野沢一宏 |
| #589 | 2004年2月15日 13:00 |                                        |                               |                          | 草加市スポーツ健康都市記念体育館 観客数: 2,734人 主審: 利根川忠史 副審: 小野沢一宏 |

| #590 | 2004年2月15日 15:00 |                            |                               |                                  |                                                                            |
| #590 | 2004年2月15日 15:00 | 武富士バンブー （6勝12敗） | 3 - 0 (27-25) (25-20) (25-17) | 久光製薬スプリングス （12勝6敗） | 草加市スポーツ健康都市記念体育館 観客数: 2,734人 主審: 小柴滋 副審: 冨田満 |
| #590 | 2004年2月15日 15:00 |                            |                               |                                  | 草加市スポーツ健康都市記念体育館 観客数: 2,734人 主審: 小柴滋 副審: 冨田満 |

#### 2Legの結果
| 順位 | チーム名                   | 試合数 | 勝数 | 敗数 | 勝率  | 備考           |
| ---- | -------------------------- | ------ | ---- | ---- | ----- | -------------- |
| 1    | パイオニアレッドウィングス | 9      | 8    | 1    | 0.889 |                |
| 2    | シーガルズ                 | 9      | 6    | 3    | 0.667 | セット率 1.667 |
| 3    | NECレッドロケッツ          | 9      | 6    | 3    | 0.667 | セット率 1.615 |
| 4    | 東レ・アローズ             | 9      | 6    | 3    | 0.667 | セット率 1.333 |
| 5    | 久光製薬スプリングス       | 9      | 5    | 4    | 0.556 |                |
| 6    | JTマーヴェラス             | 9      | 4    | 5    | 0.444 | セット率 0.889 |
| 7    | 武富士バンブー             | 9      | 4    | 5    | 0.444 | セット率 0.833 |
| 8    | 日立佐和リヴァーレ         | 9      | 4    | 5    | 0.444 | セット率 0.789 |
| 9    | 茂原アルカス               | 9      | 1    | 8    | 0.111 | セット率 0.417 |
| 10   | デンソー・エアリービーズ   | 9      | 1    | 8    | 0.111 | セット率 0.333 |

### レギュラーラウンドの結果
| 順位 | チーム名                   | 試合数 | 勝数 | 敗数 | 勝率  | 備考           |
| ---- | -------------------------- | ------ | ---- | ---- | ----- | -------------- |
| 1    | パイオニアレッドウィングス | 18     | 14   | 4    | 0.778 |                |
| 2    | 東レ・アローズ             | 18     | 13   | 5    | 0.722 |                |
| 3    | NECレッドロケッツ          | 18     | 12   | 6    | 0.667 | セット率 1.680 |
| 4    | 久光製薬スプリングス       | 18     | 12   | 6    | 0.667 | セット率 1.312 |
| 5    | シーガルズ                 | 18     | 10   | 8    | 0.556 |                |
| 6    | 日立佐和リヴァーレ         | 18     | 7    | 11   | 0.389 |                |
| 7    | JTマーヴェラス             | 18     | 6    | 12   | 0.333 | セット率 0.625 |
| 8    | 武富士バンブー             | 18     | 6    | 12   | 0.333 | セット率 0.605 |
| 9    | デンソー・エアリービーズ   | 18     | 6    | 12   | 0.333 | セット率 0.591 |
| 10   | 茂原アルカス               | 18     | 4    | 14   | 0.222 |                |

### ファイナルラウンド
セミファイナルリーグ

#### 2月20日
| #591 | 2004年2月20日 16:00 |                        |                                               |                                    |                                                                |
| #591 | 2004年2月20日 16:00 | 東レ・アローズ （1敗） | 2 - 3 (28-26) (21-25) (22-25) (25-22) (16-18) | パイオニアレッドウィングス （1勝） | 八尾市立総合体育館 観客数: 1,800人 主審: 勝又正 副審: 田野昭彦 |
| #591 | 2004年2月20日 16:00 |                        |                                               |                                    | 八尾市立総合体育館 観客数: 1,800人 主審: 勝又正 副審: 田野昭彦 |

| #592 | 2004年2月20日 18:45 |                              |                               |                           |                                                                       |
| #592 | 2004年2月20日 18:45 | 久光製薬スプリングス （1敗） | 0 - 3 (18-25) (21-25) (18-25) | NECレッドロケッツ （1勝） | 八尾市立総合体育館 観客数: 1,800人 主審: 佐々木克之 副審: Lee Jaewoon |
| #592 | 2004年2月20日 18:45 |                              |                               |                           | 八尾市立総合体育館 観客数: 1,800人 主審: 佐々木克之 副審: Lee Jaewoon |

#### 2月21日
| #593 | 2004年2月21日 14:00 |                              |                               |                                    |                                                                  |
| #593 | 2004年2月21日 14:00 | 久光製薬スプリングス （2敗） | 0 - 3 (21-25) (20-25) (18-25) | パイオニアレッドウィングス （2勝） | 八尾市立総合体育館 観客数: 3,250人 主審: 勝又正 副審: 佐々木克之 |
| #593 | 2004年2月21日 14:00 |                              |                               |                                    | 八尾市立総合体育館 観客数: 3,250人 主審: 勝又正 副審: 佐々木克之 |

| #594 | 2004年2月21日 16:00 |                              |                       |                           |                                                                     |
| #594 | 2004年2月21日 16:00 | NECレッドロケッツ （1勝1敗） | 0 - 3 (22-25) (23-25) | 東レ・アローズ （1勝1敗） | 八尾市立総合体育館 観客数: 3,550人 主審: Lee Jaewoon 副審: 加治健男 |
| #594 | 2004年2月21日 16:00 |                              |                       |                           | 八尾市立総合体育館 観客数: 3,550人 主審: Lee Jaewoon 副審: 加治健男 |

#### 2月22日
| #595 | 2004年2月22日 13:00 |                              |                               |                                    |                                                                    |
| #595 | 2004年2月22日 13:00 | NECレッドロケッツ （1勝2敗） | 0 - 3 (15-25) (21-25) (23-25) | パイオニアレッドウィングス （3勝） | 八尾市立総合体育館 観客数: 2,300人 主審: 加治健男 副審: 佐々木克之 |
| #595 | 2004年2月22日 13:00 |                              |                               |                                    | 八尾市立総合体育館 観客数: 2,300人 主審: 加治健男 副審: 佐々木克之 |

| #596 | 2004年2月22日 15:00 |                                 |                                               |                           |                                                                   |
| #596 | 2004年2月22日 15:00 | 久光製薬スプリングス （1勝2敗） | 3 - 2 (25-27) (25-21) (25-22) (19-25) (15-12) | 東レ・アローズ （1勝2敗） | 八尾市立総合体育館 観客数: 3,550人 主審: 勝又正 副審: Lee Jaewoon |
| #596 | 2004年2月22日 15:00 |                                 |                                               |                           | 八尾市立総合体育館 観客数: 3,550人 主審: 勝又正 副審: Lee Jaewoon |

#### 2月28日
3位決定戦
| #598 | 2004年2月28日 16:05 |                   |                                       |                      |                                                          |
| #598 | 2004年2月28日 16:05 | NECレッドロケッツ | 2 - 3 (25-21) (25-18) (18-25) (10-15) | 久光製薬スプリングス | 東京体育館 観客数: 7,200人 主審: 加治健男 副審: 山田道人 |
| #598 | 2004年2月28日 16:05 |                   |                                       |                      | 東京体育館 観客数: 7,200人 主審: 加治健男 副審: 山田道人 |

優勝決定戦（第1戦）
| #597 | 2004年2月28日 13:30 |                                    |                                              |                        |                                                        |
| #597 | 2004年2月28日 13:30 | パイオニアレッドウィングス （1敗） | 2 - 3 (25-18) (22-25) (25-21) (17-25) (7-15) | 東レ・アローズ （1勝） | 東京体育館 観客数: 7,800人 主審: 勝又正 副審: 大塚達也 |
| #597 | 2004年2月28日 13:30 |                                    |                                              |                        | 東京体育館 観客数: 7,800人 主審: 勝又正 副審: 大塚達也 |

#### 2月29日
優勝決定戦（第2戦）
| #599 | 2004年2月29日 15:07 |                                       |                                       |                           |                                                        |
| #599 | 2004年2月29日 15:07 | パイオニアレッドウィングス （1勝1敗） | 3 - 1 (24-26) (25-20) (28-26) (25-17) | 東レ・アローズ （1勝1敗） | 東京体育館 観客数: 6,359人 主審: 加治健男 副審: 勝又正 |
| #599 | 2004年2月29日 15:07 |                                       |                                       |                           | 東京体育館 観客数: 6,359人 主審: 加治健男 副審: 勝又正 |

### 最終順位
| 順位   | チーム名                   | 備考     |
| ------ | -------------------------- | -------- |
| 優勝   | パイオニアレッドウィングス |          |
| 準優勝 | 東レ・アローズ             |          |
| 3      | 久光製薬スプリングス       |          |
| 4      | NECレッドロケッツ          |          |
| 5      | シーガルズ                 |          |
| 6      | 日立佐和リヴァーレ         |          |
| 7      | JTマーヴェラス             |          |
| 8      | 武富士バンブー             |          |
| 9      | デンソー・エアリービーズ   | 入替戦へ |
| 10     | 茂原アルカス               | 入替戦へ |

### 個人賞
| No. | 賞名             | 受賞者                   | 所属チーム                 | 備考                |
| --- | ---------------- | ------------------------ | -------------------------- | ------------------- |
| 1   | 優勝監督賞       | アリー・セリンジャー     | パイオニアレッドウィングス |                     |
| 2   | 最高殊勲選手賞   | 佐々木みき               | パイオニアレッドウィングス |                     |
| 3   | 敢闘賞           | モニーク・アダムス       | 東レ・アローズ             |                     |
| 4   | 最優秀新人賞     | 大山加奈                 | 東レ・アローズ             |                     |
| 5   | ベスト6          | 杉山祥子                 | NECレッドロケッツ          |                     |
| 5   | ベスト6          | 佐々木みき               | パイオニアレッドウィングス |                     |
| 5   | ベスト6          | フランシーヌ・フールマン | パイオニアレッドウィングス |                     |
| 5   | ベスト6          | モニーク・アダムス       | 東レ・アローズ             |                     |
| 5   | ベスト6          | 荒木絵里香               | 東レ・アローズ             |                     |
| 5   | ベスト6          | 竹下佳江                 | JTマーヴェラス             |                     |
| 6   | ベストリベロ賞   | 津雲博子                 | NECレッドロケッツ          |                     |
| 7   | レシーブ賞       | 竹下佳江                 | JTマーヴェラス             |                     |
| 8   | 得点王           | 佐々木みき               | パイオニアレッドウィングス | 総得点=362点        |
| 9   | スパイク賞       | フランシーヌ・フールマン | パイオニアレッドウィングス | 決定率=51.4%        |
| 10  | ブロック賞       | 杉山祥子                 | NECレッドロケッツ          | 決定本数=1.01本/set |
| 11  | サーブ賞         | 高橋みゆき               | NECレッドロケッツ          | 効果率=15.1%        |
| 12  | サーブレシーブ賞 | 狩野美雪                 | 茂原アルカス               | 成功率=82.0%        |
| 13  | 特別賞           | 大貫美奈子               | NECレッドロケッツ          |                     |

### Vリーグ出場決定入替戦

#### 3月13日
| #600 | 2004年3月13日 |                                         |                               |                     |              |
| #600 | 2004年3月13日 | デンソー・エアリービーズ （Vリーグ9位） | 3 - 0 (25-16) (25-10) (25-19) | PFU （V1リーグ2位） | 鷹巣町体育館 |
| #600 | 2004年3月13日 |                                         |                               |                     | 鷹巣町体育館 |

| #601 | 2004年3月13日 |                              |                                       |                                          |              |
| #601 | 2004年3月13日 | 茂原アルカス （Vリーグ10位） | 3 - 1 (25-20) (24-26) (25-22) (25-20) | KUROBEアクアフェアリーズ （V1リーグ1位） | 鷹巣町体育館 |
| #601 | 2004年3月13日 |                              |                                       |                                          | 鷹巣町体育館 |

#### 3月14日
| #603 | 2004年3月14日 |                                         |                                       |                     |              |
| #603 | 2004年3月14日 | デンソー・エアリービーズ （Vリーグ9位） | 3 - 1 (24-26) (25-22) (25-21) (25-15) | PFU （V1リーグ2位） | 鷹巣町体育館 |
| #603 | 2004年3月14日 |                                         |                                       |                     | 鷹巣町体育館 |

| #603 | 2004年3月14日 |                              |                               |                                          |              |
| #603 | 2004年3月14日 | 茂原アルカス （Vリーグ10位） | 3 - 0 (25-18) (25-20) (25-15) | KUROBEアクアフェアリーズ （V1リーグ1位） | 鷹巣町体育館 |
| #603 | 2004年3月14日 |                              |                               |                                          | 鷹巣町体育館 |

この結果、デンソーと茂原が次期Vリーグ残留を決めた。